# Specie di Bulbophyllum
Elenco delle specie di Bulbophyllum.

## A
- Bulbophyllum abbreviatum (Rchb.f.) Schltr., 1924
- Bulbophyllum abbrevilabium Carr, 1932
- Bulbophyllum aberrans Schltr., 1911
- Bulbophyllum ablepharon Schltr., 1923
- Bulbophyllum absconditum J.J.Sm., 1905
  - Bulbophyllum absconditum subsp. absconditum
  - Bulbophyllum absconditum subsp. hastula J.J.Verm., 1993
- Bulbophyllum acanthoglossum Schltr., 1913
- Bulbophyllum acropogon Schltr., 1913
- Bulbophyllum acuminatifolium J.J.Sm., 1933
- Bulbophyllum acuminatum (Ridl.) Ridl., 1907
- Bulbophyllum acutibracteatum De Wild., 1921
  - Bulbophyllum acutibracteatum var. acutibracteatum
  - Bulbophyllum acutibracteatum var. rubrobrunneopapillosum (De Wild.) J.J.Verm., 1986
- Bulbophyllum acutiflorum A.Rich., 1841
- Bulbophyllum acutilingue J.J.Sm., 1908
- Bulbophyllum acutispicatum H.Perrier, 1951
- Bulbophyllum adangense Seidenf., 1979
- Bulbophyllum adelphidium J.J.Verm., 1993
- Bulbophyllum adenoblepharon Schltr., 1913
- Bulbophyllum adiamantinum Brade, 1951
- Bulbophyllum adjungens Seidenf., 1979
- Bulbophyllum adolphii Schltr., 1921
- Bulbophyllum aechmophorum J.J.Verm., 1993
- Bulbophyllum aemulum Schltr., 1905
- Bulbophyllum aeolium Ames (1913 publ., 1914
- Bulbophyllum aestivale Ames, 1915
- Bulbophyllum affine Wall. ex Lindl., 1830
- Bulbophyllum affinoides Guillaumin, 1958
- Bulbophyllum afzelii Schltr., 1918
  - Bulbophyllum afzelii var. afzelii
  - Bulbophyllum afzelii var. microdoron (Schltr.) Bosser, 1965
- Bulbophyllum agapethoides Schltr., 1911
- Bulbophyllum agastor Garay, Hamer & Siegerist, 1996
- Bulbophyllum aggregatum Besser, 1965
- Bulbophyllum aithorhachis J.J.Verm., 1996
- Bulbophyllum alabastraceus P.Royen, 1979
- Bulbophyllum alagense Ames, 1907
- Bulbophyllum alatum J.J.Verm., 1991
- Bulbophyllum albibracteum Seidenf., 1979
- Bulbophyllum albidostylidium Seidenf., 1995
- Bulbophyllum albociliatum (Tang S.Liu & H.Y.Su) K.Nakaj., 1973
- Bulbophyllum alboroseum Ames, 1922
- Bulbophyllum alcicorne C.S.P.Parish & Rchb.f., 1874
- Bulbophyllum alexandrae Schltr., 1925
- Bulbophyllum algidum Ridl., 1916
- Bulbophyllum alkmaarense J.J.Sm., 1911
- Bulbophyllum alleizettei Schltr., 1922
- Bulbophyllum allenkerrii Seidenf., 1979
- Bulbophyllum alliifolium J.J.Sm., 1905
- Bulbophyllum alsiosum Ames, 1912
- Bulbophyllum alticaule Ridl., 1916
- Bulbophyllum alticola Schltr., 1912
- Bulbophyllum altum J.J.Verm., 1991
- Bulbophyllum alveatum J.J.Verm., 1993
- Bulbophyllum amazonicum L.O.Williams, 1939
- Bulbophyllum ambatoavense Bosser, 2004
- Bulbophyllum amblyacron Schltr., 1913
- Bulbophyllum amblyanthum Schltr., 1913
- Bulbophyllum amblyoglossum Schltr., 1911
- Bulbophyllum ambrense H.Perrier, 1937
- Bulbophyllum ambrosia (Hance) Schltr., 1919
  - Bulbophyllum ambrosia subsp. ambrosia
  - Bulbophyllum ambrosia subsp. nepalensis J.J.Wood, 1986
- Bulbophyllum amoenum Bosser, 1965
- Bulbophyllum amphorimorphum H.Perrier, 1951
- Bulbophyllum amplebracteatum Teijsm. & Binn., 1862
- Bulbophyllum amplifolium (Rolfe) N.P.Balakr. & Sud.Chowdhury, 1968
- Bulbophyllum amplistigmaticum Kores, 1989
- Bulbophyllum amygdalinum Aver., 1988
- Bulbophyllum anaclastum J.J.Verm., 1993
- Bulbophyllum anakbaruppui J.J.Verm. & P.O'Byrne, 2003
- Bulbophyllum analamazoatrae Schltr., 1924
- Bulbophyllum anceps Rolfe, 1892
- Bulbophyllum andersonii (Hook.f.) J.J.Sm., 1912
- Bulbophyllum andohahelense H.Perrier, 1939
- Bulbophyllum andreeae A.D.Hawkes, 1956
- Bulbophyllum anguipes Schltr., 1911
- Bulbophyllum angulatum J.J.Sm., 1908
- Bulbophyllum anguliferum Ames & C.Schweinf. in O.Ames, 1920
- Bulbophyllum angusteovatum Seidenf., 1979
- Bulbophyllum angustifolium (Blume) Lindl., 1830
- Bulbophyllum anisopterum J.J.Verm. & P.O'Byrne, 2003
- Bulbophyllum anjozorobeense Bosser, 2000
- Bulbophyllum ankaizinense (Jum. & Perrier) Schltr., 1924
- Bulbophyllum ankaratranum Schltr., 1924
- Bulbophyllum ankylochele J.J.Verm., 1993
- Bulbophyllum ankylorhinon J.J.Verm., 1992
- Bulbophyllum annandalei Ridl., 1920
- Bulbophyllum antennatum Schltr. in K.M.Schumann & C.A.G.Lauterbach, 1905
- Bulbophyllum antenniferum (Lindl.) Rchb.f. in W.G.Walpers, 1861
- Bulbophyllum antioquiense Kraenzl., 1899
- Bulbophyllum antongilense Schltr., 1924
- Bulbophyllum apertum Schltr., 1906
- Bulbophyllum aphanopetalum Schltr., 1906
- Bulbophyllum apheles J.J.Verm., 1991
- Bulbophyllum apiculatum Schltr., 1913
- Bulbophyllum apiferum Carr, 1930
- Bulbophyllum apodum Hook.f., 1890
- Bulbophyllum apoense Schuit. & de Vogel, 2003
- Bulbophyllum apoense Schuit. & de Vogel, 2003
- Bulbophyllum appendiculatum (Rolfe) J.J.Sm., 1912
- Bulbophyllum appressicaule Ridl., 1917
- Bulbophyllum appressum Schltr., 1913
- Bulbophyllum approximatum Ridl., 1886
- Bulbophyllum arachnidium Ridl., 1916
- Bulbophyllum arachnoideum Schltr., 1913
- Bulbophyllum arcaniflorum Ridl., 1916
- Bulbophyllum arcuatilabium Aver., 1999
- Bulbophyllum ardjunense J.J.Sm., 1927
- Bulbophyllum arfakense J.J.Sm. in L.S.Gibbs, 1917
- Bulbophyllum arfakianum Kraenzl., 1904
- Bulbophyllum argyropus (Endl.) Rchb.f., 1876
- Bulbophyllum arianeae Fraga & E.C.Smidt, 2004
- Bulbophyllum ariel Ridl., 1917
- Bulbophyllum aristatum (Rchb.f.) Hemsl., 1884
- Bulbophyllum aristilabre J.J.Sm., 1912
- Bulbophyllum aristopetalum Kores, 1989
- Bulbophyllum armeniacum J.J.Sm., 1917
- Bulbophyllum arrectum Kraenzl., 1921
- Bulbophyllum arsoanum J.J.Sm., 1912
- Bulbophyllum artostigma J.J.Verm., 1993
- Bulbophyllum ascochiloides J.J.Sm., 1927
- Bulbophyllum asperilingue Schltr., 1919
- Bulbophyllum aspersum J.J.Sm., 1912
- Bulbophyllum asperulum J.J.Sm., 1909
- Bulbophyllum astelidum Aver., 1994
- Bulbophyllum atratum J.J.Sm., 1917
- Bulbophyllum atrolabium Schltr., 1923
- Bulbophyllum atropurpureum Barb.Rodr., 1877
- Bulbophyllum atrorubens Schltr., 1906
- Bulbophyllum atrosanguineum Aver., 2003
- Bulbophyllum attenuatum Rolfe, 1896
- Bulbophyllum aubrevillei Bosser, 1965
- Bulbophyllum aundense Ormerod (2005)
- Bulbophyllum auratum (Lindl.) Rchb.f. in W.G.Walpers, 1861
- Bulbophyllum aureoapex Schltr., 1913
- Bulbophyllum aureobrunneum Schltr., 1913
- Bulbophyllum aureolabellum T.P.Lin, 1975
- Bulbophyllum aureum (Hook.f.) J.J.Sm., 1912
- Bulbophyllum auricomum Lindl., 1830
- Bulbophyllum auriculatum J.J.Verm. & P.O'Byrne, 2003
- Bulbophyllum auriflorum H.Perrier, 1937
- Bulbophyllum auroreum J.J.Sm., 1928
- Bulbophyllum averyanovii Seidenf., 1992

## B
- Bulbophyllum bacilliferum J.J.Sm., 1928
- Bulbophyllum baculiferum Ridl., 1916
- Bulbophyllum baileyi F.Muell., 1875
- Bulbophyllum bakhuizenii Steenis in A.Hamzah & M.Toha, 1972
- Bulbophyllum baladeanum J.J.Sm., 1912
- Bulbophyllum balapiuense J.J.Sm., 1917
- Bulbophyllum ballii P.J.Cribb, 1977
- Bulbophyllum bandischii Garay, 1992
- Bulbophyllum barbatum Barb.Rodr., 1882
- Bulbophyllum barbigerum Lindl., 1837
- Bulbophyllum bariense Gagnep., 1930
- Bulbophyllum baronii Ridl., 1885
- Bulbophyllum basisetum J.J.Sm., 1929
- Bulbophyllum bataanense Ames, 1905
- Bulbophyllum bathieanum Schltr., 1916
- Bulbophyllum batukauense J.J.Sm., 1927
- Bulbophyllum bavonis J.J.Verm., 1984
- Bulbophyllum beccarii Rchb.f., 1879
- Bulbophyllum berenicis Rchb.f., 1880
- Bulbophyllum betchei F.Muell., 1881
- Bulbophyllum biantennatum Schltr., 1913
- Bulbophyllum bicaudatum Schltr., 1913
- Bulbophyllum bicolor Lindl., 1830
- Bulbophyllum bicoloratum Schltr., 1924
- Bulbophyllum bidentatum (Barb.Rodr.) Cogn. in C.F.P.von Martius & auct. suc. (eds.), 1902
- Bulbophyllum bidenticulatum J.J.Verm., 1984
  - Bulbophyllum bidenticulatum subsp. bidenticulatum
  - Bulbophyllum bidenticulatum subsp. joyceae J.J.Verm., 1987
- Bulbophyllum bidi Govaerts, 1996
- Bulbophyllum bifarium Lindl., 1864
- Bulbophyllum biflorum Teijsm. & Binn., 1855
- Bulbophyllum bigibbosum J.J.Sm., 1913
- Bulbophyllum bigibbum Schltr., 1923
- Bulbophyllum binnendijkii J.J.Sm., 1905
- Bulbophyllum birmense Schltr., 1910
- Bulbophyllum birugatum J.J.Sm. in L.S.Gibbs, 1917
- Bulbophyllum bisepalum Schltr. in K.M.Schumann & C.A.G.Lauterbach, 1905
- Bulbophyllum biseriale Carr, 1930
- Bulbophyllum bisetoides Seidenf., 1970
- Bulbophyllum bisetum Lindl., 1842
- Bulbophyllum bismarckense Schltr. in K.M.Schumann & C.A.G.Lauterbach, 1905
- Bulbophyllum bittnerianum Schltr., 1910
- Bulbophyllum bivalve J.J.Sm., 1926
- Bulbophyllum blepharicardium Schltr., 1913
- Bulbophyllum blephariglossum Schltr., 1913
- Bulbophyllum blepharistes Rchb.f., 1872
- Bulbophyllum blepharochilum Garay, 1999
- Bulbophyllum blepharopetalum Schltr., 1913
- Bulbophyllum bliteum J.J.Verm., 1993
- Bulbophyllum blumei (Lindl.) J.J.Sm., 1905
- Bulbophyllum boiteaui H.Perrier, 1939
- Bulbophyllum bolivianum Schltr., 1922
- Bulbophyllum bolsteri Ames, 1912
- Bulbophyllum bomiensis Z.H.Tsi, 1978
- Bulbophyllum boninense (Schltr.) J.J.Sm., 1912
- Bulbophyllum bontocense Ames, 1912
- Bulbophyllum boonjee B.Gray & D.L.Jones, 1984
- Bulbophyllum bootanense C.S.P.Parish & Rchb.f., 1874
- Bulbophyllum botryophorum Ridl., 1897
- Bulbophyllum boudetianum Fraga, 2004
- Bulbophyllum boulbetii Tixier, 1966
- Bulbophyllum bowkettiae F.M.Bailey, 1884
- Bulbophyllum braccatum Rchb.f., 1877
- Bulbophyllum brachychilum Schltr., 1913
- Bulbophyllum brachypetalum Schltr., 1913
- Bulbophyllum brachyphyton Schltr., 1918
- Bulbophyllum brachystachyum Schltr., 1924
- Bulbophyllum bracteatum F.M.Bailey, 1891
- Bulbophyllum bracteolatum Lindl., 1838
- Bulbophyllum bractescens Rolfe ex Kerr, 1927
- Bulbophyllum brassii J.J.Verm., 1993
- Bulbophyllum breve Schltr., 1913
- Bulbophyllum brevibrachiatum (Schltr.) J.J.Sm., 1912
- Bulbophyllum brevicolumna J.J.Verm., 1991
- Bulbophyllum breviflorum Ridl. ex Stapf, 1894
- Bulbophyllum brevilabium Schltr., 1913
- Bulbophyllum brevipes Ridl., 1898
- Bulbophyllum brevipetalum H.Perrier, 1937
- Bulbophyllum brevispicatum Z.H.Tsi & S.C.Chen, 1994
- Bulbophyllum brevistylidium Seidenf., 1979
- Bulbophyllum brienianum (Rolfe) Merr., 1921
- Bulbophyllum bryophilum Hermans, 2007
- Bulbophyllum bryoides Guillaumin, 1957
- Bulbophyllum bulliferum J.J.Sm., 1908
- Bulbophyllum burfordiense Garay, Hamer & Siegerist, 1996
- Bulbophyllum burkillii Gage, 1906
- Bulbophyllum burttii Summerh., 1953

## C
- Bulbophyllum cadetioides Schltr., 1913
- Bulbophyllum caecilii J.J.Sm., 1927
- Bulbophyllum caecum J.J.Sm., 1926
- Bulbophyllum caespitosum Thouars, 1822
- Bulbophyllum calceilabium J.J.Sm., 1929
- Bulbophyllum calceolus J.J.Verm., 1991
- Bulbophyllum caldericola G.F.Walsh, 1993
- Bulbophyllum callichroma Schltr., 1913
- Bulbophyllum callipes J.J.Sm., 1908
- Bulbophyllum callosum Bosser, 1965
- Bulbophyllum caloglossum Schltr., 1913
- Bulbophyllum calophyllum L.O.Williams, 1938
- Bulbophyllum calviventer J.J.Verm., 1993
- Bulbophyllum calvum Summerh., 1966
- Bulbophyllum calyptratum Kraenzl., 1895
  - Bulbophyllum calyptratum var. calyptratum
  - Bulbophyllum calyptratum var. graminifolium (Summerh.) J.J.Verm., 1986
  - Bulbophyllum calyptratum var. lucifugum (Summerh.) J.J.Verm., 1987
- Bulbophyllum calyptropus Schltr., 1924
- Bulbophyllum cameronense Garay, Hamer & Siegerist, 1996
- Bulbophyllum campos-portoi Brade, 1951
- Bulbophyllum camptochilum J.J.Verm., 1996
- Bulbophyllum candidum Hook.f., 1890
- Bulbophyllum canlaonense Ames, 1912
- Bulbophyllum cantagallense (Barb.Rodr.) Cogn., 1902
- Bulbophyllum capilligerum J.J.Sm., 1927
- Bulbophyllum capillipes C.S.P.Parish & Rchb.f., 1874
- Bulbophyllum capitatum (Blume) Lindl., 1830
- Bulbophyllum capituliflorum Rolfe, 1906
- Bulbophyllum capuronii Bosser, 1971
- Bulbophyllum caputgnomonis J.J.Verm., 1993
- Bulbophyllum cardiobulbum Bosser, 1965
- Bulbophyllum cardiophyllum J.J.Verm., 1991
- Bulbophyllum careyanum (Hook.) Spreng., 1826
- Bulbophyllum cariniflorum Rchb.f. in W.G.Walpers, 1861
- Bulbophyllum carinilabium J.J.Verm., 1991
- Bulbophyllum carnosilabium Summerh. (1953 publ., 1954).
- Bulbophyllum carnosisepalum J.J.Verm., 1986
- Bulbophyllum carrianum J.J.Verm., 2000
- Bulbophyllum carunculatum Garay, Hamer & Siegerist, 1995
- Bulbophyllum cataractarum Schltr., 1924
- Bulbophyllum catenarium Ridl., 1894
- Bulbophyllum catenulatum Kraenzl., 1921
- Bulbophyllum cateorum J.J.Verm., 1992
- Bulbophyllum catillus J.J.Verm. & P.O'Byrne, 2003
- Bulbophyllum caudatisepalum Ames & C.Schweinf. in O.Ames, 1920
- Bulbophyllum caudipetalum J.J.Sm., 1913
- Bulbophyllum cauliflorum Hook.f., 1890
  - Bulbophyllum cauliflorum var. cauliflorum
  - Bulbophyllum cauliflorum var. sikkimense N.Pearce & P.J.Cribb, 2001
- Bulbophyllum cavibulbum J.J.Sm., 1929
- Bulbophyllum cavipes J.J.Verm., 1996
- Bulbophyllum centrosemiflorum J.J.Sm., 1912
- Bulbophyllum cephalophorum Garay, Hamer & Siegerist, 1996
- Bulbophyllum cerambyx J.J.Sm., 1915
- Bulbophyllum ceratostylis J.J.Sm., 1904
- Bulbophyllum ceratostyloides Ridl., 1916
- Bulbophyllum cerebellum J.J.Verm., 1996
- Bulbophyllum cerinum Schltr., 1913
- Bulbophyllum ceriodorum Boiteau, 1942
- Bulbophyllum cernuum (Blume) Lindl., 1830
- Bulbophyllum chaetostroma Schltr., 1913
- Bulbophyllum chanii J.J.Verm. & A.L.Lamb, 1991
- Bulbophyllum chaunobulbon Schltr., 1913
  - Bulbophyllum chaunobulbon var. chaunobulbon
  - Bulbophyllum chaunobulbon var. ctenopetalum Schltr., 1913
- Bulbophyllum cheiri Lindl., 1844
- Bulbophyllum cheiropetalum Ridl., 1926
- Bulbophyllum chikukwa Fibeck & Mavi, 2000 (publ. 2001).
- Bulbophyllum chimaera Schltr., 1913
- Bulbophyllum chinense (Lindl.) Rchb.f. in W.G.Walpers, 1861
- Bulbophyllum chloranthum Schltr. in K.M.Schumann & C.A.G.Lauterbach, 1905
- Bulbophyllum chlorascens J.J.Sm., 1927
- Bulbophyllum chloroglossum Rchb.f., 1871
- Bulbophyllum chloropterum Rchb.f., 1850
- Bulbophyllum chlororhopalon Schltr., 1913
- Bulbophyllum chondriophorum (Gagnep.) Seidenf. (1973 publ., 1974).
- Bulbophyllum chrysendetum Ames, 1915
- Bulbophyllum chryseum (Kraenzl.) Ames, 1911
- Bulbophyllum chrysocephalum Schltr., 1911
- Bulbophyllum chrysochilum Schltr., 1912
- Bulbophyllum chrysoglossum Schltr. in K.M.Schumann & C.A.G.Lauterbach, 1905
- Bulbophyllum chrysotes Schltr., 1913
- Bulbophyllum ciliatilabrum H.Perrier, 1937
- Bulbophyllum ciliatum (Blume) Lindl., 1830
- Bulbophyllum ciliipetalum Schltr., 1913
- Bulbophyllum ciliolatum Schltr., 1913
- Bulbophyllum cimicinum J.J.Verm., 1982
- Bulbophyllum cipoense Borba & Semir, 1998
- Bulbophyllum cirrhatum Hook.f., 1890
- Bulbophyllum cirrhoglossum H.Perrier, 1951
- Bulbophyllum cirrhosum L.O.Williams, 1940
- Bulbophyllum citrellum Ridl., 1916
- Bulbophyllum citricolor J.J.Sm., 1932
- Bulbophyllum citrinilabre J.J.Sm., 1913
- Bulbophyllum clandestinum Lindl., 1841
- Bulbophyllum claussenii Rchb.f., 1846
- Bulbophyllum clavatum Thouars, 1822
- Bulbophyllum cleistogamum Ridl., 1896
- Bulbophyllum clemensiae Ames, 1912
- Bulbophyllum clipeibulbum J.J.Verm., 2001
- Bulbophyllum coccinatum H.Perrier, 1938
- Bulbophyllum cochleatum Lindl., 1862
  - Bulbophyllum cochleatum var. bequaertii (De Wild.) J.J.Verm., 1986
  - Bulbophyllum cochleatum var. brachyanthum (Summerh.) J.J.Verm., 1986
  - Bulbophyllum cochleatum var. cochleatum
  - Bulbophyllum cochleatum var. tenuicaule (Lindl.) J.J.Verm., 1986
- Bulbophyllum cochlia Garay, Hamer & Siegerist, 1994
- Bulbophyllum cochlioides J.J.Sm., 1929
- Bulbophyllum cocoinum Bateman ex Lindl., 1837
- Bulbophyllum codonanthum Schltr., 1911
- Bulbophyllum coelochilum J.J.Verm., 1991
- Bulbophyllum cogniauxianum (Kraenzl.) J.J.Sm., 1912
- Bulbophyllum collettii King & Pantl., 1897
- Bulbophyllum colliferum J.J.Sm., 1911
- Bulbophyllum collinum Schltr., 1913
- Bulbophyllum colomaculosum Z.H.Tsi & S.C.Chen, 1994
- Bulbophyllum coloratum J.J.Sm., 1910
- Bulbophyllum colubrimodum Ames1923
- Bulbophyllum colubrinum (Rchb.f.) Rchb.f. in W.G.Walpers, 1861
- Bulbophyllum comatum Lindl., 1862
  - Bulbophyllum comatum var. comatum
  - Bulbophyllum comatum var. inflatum (Rolfe) J.J.Verm., 1986
- Bulbophyllum comberi J.J.Verm. in J.B.Comber, 1990
- Bulbophyllum comberipictum J.J.Verm., 2002
- Bulbophyllum commersonii Thouars, 1822
- Bulbophyllum commissibulbum J.J.Sm., 1929
- Bulbophyllum comorianum H.Perrier, 1938
- Bulbophyllum comosum Collett & Hemsl., 1890
- Bulbophyllum complanatum H.Perrier, 1937
- Bulbophyllum compressilabellatum P.Royen, 1979
- Bulbophyllum compressum Teijsm. & Binn., 1862
- Bulbophyllum comptonii Rendle, 1921
- Bulbophyllum concatenatum P.J.Cribb & P.Taylor, 1980
- Bulbophyllum concavibasalis P.Royen, 1979
- Bulbophyllum conchidioides Ridl., 1886
- Bulbophyllum conchophyllum J.J.Sm., 1912
- Bulbophyllum concinnum Hook.f., 1890
- Bulbophyllum concolor J.J.Sm., 1914
- Bulbophyllum congestiflorum Ridl., 1917
- Bulbophyllum coniferum Ridl., 1909
- Bulbophyllum connatum Carr, 1933
- Bulbophyllum conspersum J.J.Sm., 1913
- Bulbophyllum contortisepalum J.J.Sm., 1912
- Bulbophyllum cootesii M.A.Clem. (1999-2000 publ., 1999)
- Bulbophyllum copelandii Ames, 1905
- Bulbophyllum corallinum Tixier & Guillaumin, 1963
- Bulbophyllum cordemoyi Frapp. ex Cordem., 1895
- Bulbophyllum coriaceum Ridl. ex Stapf, 1894
- Bulbophyllum coriophorum Ridl., 1886
- Bulbophyllum coriscense Rchb.f., 1881
- Bulbophyllum cornu-cervi King, 1895
- Bulbophyllum cornutum (Blume) Rchb.f. in W.G.Walpers, 1861
- Bulbophyllum corolliferum J.J.Sm., 1917
- Bulbophyllum corythium N.Hall, 1981
- Bulbophyllum costatum Ames, 1920
- Bulbophyllum coweniorum J.J.Verm. & P.O'Byrne, 2003
- Bulbophyllum crassifolium Thwaites ex Trimen, 1885
- Bulbophyllum crassinervium J.J.Sm., 1900
- Bulbophyllum crassipes Hook.f., 1890
- Bulbophyllum crassipetalum H.Perrier, 1937
- Bulbophyllum crassissimum J.J.Sm., 1917
- Bulbophyllum crassiusculifolium Aver., 1997
- Bulbophyllum crenilabium W.Kittr., 1984 (publ. 1985).
- Bulbophyllum crepidiferum J.J.Sm., 1920
- Bulbophyllum cribbianum Toscano, 1992
- Bulbophyllum crispatisepalum P.Royen, 1979
- Bulbophyllum croceum (Blume) Lindl., 1830
- Bulbophyllum crocodilus J.J.Sm., 1912
- Bulbophyllum cruciatum J.J.Sm., 1911
- Bulbophyllum cruciferum J.J.Sm., 1917
- Bulbophyllum cruentum Garay, Hamer & Siegerist, 1992
- Bulbophyllum cruttwellii J.J.Verm., 1993
- Bulbophyllum cryptanthoides J.J.Sm., 1912
- Bulbophyllum cryptanthum Cogn., 1899
- Bulbophyllum cryptophoranthus Garay, 1999
- Bulbophyllum cryptostachyum Schltr., 1924
- Bulbophyllum cubicum Ames, 1922
- Bulbophyllum cucullatum Schltr., 1912
- Bulbophyllum culex Ridl., 1916
- Bulbophyllum cumingii (Lindl.) Rchb.f. in W.G.Walpers, 1861
- Bulbophyllum cuneatum Rolfe ex Ames, 1905
- Bulbophyllum cuniculiforme J.J.Sm., 1911
- Bulbophyllum cupreum Lindl., 1838
- Bulbophyllum curranii Ames, 1912
- Bulbophyllum curvibulbum Frapp. ex Cordem., 1895
- Bulbophyllum curvicaule Schltr., 1913
- Bulbophyllum curvifolium Schltr., 1916
- Bulbophyllum curvimentatum J.J.Verm., 1984
- Bulbophyllum cuspidipetalum J.J.Sm., 1908
- Bulbophyllum cyanotriche J.J.Verm., 1996
- Bulbophyllum cyclanthum Schltr., 1916
- Bulbophyllum cycloglossum Schltr., 1913
- Bulbophyllum cyclopense J.J.Sm., 1912
- Bulbophyllum cyclophoroides J.J.Sm., 1928
- Bulbophyllum cyclophyllum Schltr., 1913
- Bulbophyllum cylindraceum Wall. ex Lindl., 1830
- Bulbophyllum cylindricum King, 1895
- Bulbophyllum cylindrobulbum Schltr. in K.M.Schumann & C.A.G.Lauterbach, 1905
- Bulbophyllum cylindrocarpum Frapp. ex Cordem., 1895
  - Bulbophyllum cylindrocarpum var. andringitrense Bosser, 2000
  - Bulbophyllum cylindrocarpum var. aurantiacum Frapp. ex Cordem., 1895
  - Bulbophyllum cylindrocarpum var. cylindrocarpum
  - Bulbophyllum cylindrocarpum var. olivaceum Frapp. ex Cordem., 1895

## D
- Bulbophyllum dagamense Ames, 1915
- Bulbophyllum dalatense Gagnep., 1930
- Bulbophyllum danii Perez-Vera, 2003
- Bulbophyllum dasypetalum Rolfe ex Ames, 1905
- Bulbophyllum dasyphyllum Schltr., 1913
- Bulbophyllum dawongense J.J.Sm., 1934
- Bulbophyllum dayanum Rchb.f., 1865
- Bulbophyllum dearei (Rchb.f.) Rchb.f., 1888
- Bulbophyllum debile Bosser, 1989 (publ. 1990)
- Bulbophyllum debrincatiae J.J.Verm., 2002
- Bulbophyllum debruynii J.J.Sm., 1929
- Bulbophyllum decarhopalon Schltr., 1913
- Bulbophyllum decaryanum H.Perrier, 1937
- Bulbophyllum decatriche J.J.Verm., 1991
- Bulbophyllum deceptum Ames, 1915
- Bulbophyllum decumbens Schltr., 1913
- Bulbophyllum decurrentilobum J.J.Verm. & P.O'Byrne, 2003
- Bulbophyllum decurviscapum J.J.Sm., 1932
- Bulbophyllum decurvulum Schltr., 1912
- Bulbophyllum dekockii J.J.Sm., 1911
- Bulbophyllum delicatulum Schltr., 1911
- Bulbophyllum delitescens Hance, 1876
- Bulbophyllum deltoideum Ames & C.Schweinf. in O.Ames, 1920
- Bulbophyllum deminutum J.J.Sm., 1927
- Bulbophyllum dempoense J.J.Sm., 1920
- Bulbophyllum dendrobioides J.J.Sm., 1913
- Bulbophyllum dendrochiloides Schltr., 1913
- Bulbophyllum dennisii J.J.Wood, 1983
- Bulbophyllum densibulbum W.Kittr. (1984 publ. [1985).
- Bulbophyllum densifolium Schltr., 1913
- Bulbophyllum densum Thouars, 1822
- Bulbophyllum denticulatum Rolfe, 1891
- Bulbophyllum dentiferum Ridl., 1915
- Bulbophyllum dependens Schltr., 1913
- Bulbophyllum depressum King & Pantl., 1897
- Bulbophyllum desmanthum Tuyama, 1940
- Bulbophyllum desmotrichoides Schltr., 1913
- Bulbophyllum devium J.B.Comber, 1990
- Bulbophyllum devogelii J.J.Verm., 1991
- Bulbophyllum dewildei J.J.Verm., 1996
- Bulbophyllum dhaninivatii Seidenf., 1965
- Bulbophyllum dianthum Schltr., 1911
- Bulbophyllum dibothron J.J.Verm. & A.L.Lamb, 1994
- Bulbophyllum dichaeoides Schltr., 1913
- Bulbophyllum dichilus Schltr., 1913
- Bulbophyllum dichotomum J.J.Sm., 1908
- Bulbophyllum dickasonii Seidenf., 1979
- Bulbophyllum dictyoneuron Schltr., 1913
- Bulbophyllum didymotropis Seidenf., 1979
- Bulbophyllum digoelense J.J.Sm., 1911
- Bulbophyllum diplantherum Carr, 1932
- Bulbophyllum diploncos Schltr., 1911
- Bulbophyllum dischidiifolium J.J.Sm., 1909
- Bulbophyllum dischorense Schltr., 1913
- Bulbophyllum discilabium H.Perrier, 1951
- Bulbophyllum discolor Schltr., 1913
  - Bulbophyllum discolor subsp. cubitale J.J.Verm., 1993
  - Bulbophyllum discolor subsp. discolor
- Bulbophyllum disjunctum Ames & C.Schweinf. in O.Ames, 1920
- Bulbophyllum dissitiflorum Seidenf., 1979
- Bulbophyllum dissolutum Ames, Philipp. J. Sci., C 8: 4249 (1913 publ., 1914).
- Bulbophyllum distichobulbum P.J.Cribb, 1995
- Bulbophyllum distichum Schltr., 1913
- Bulbophyllum divaricatum H.Perrier, 1937
- Bulbophyllum djamuense Schltr., 1913
- Bulbophyllum dolabriforme J.J.Verm., 1987
- Bulbophyllum dolichoblepharon (Schltr.) J.J.Sm., 1912
- Bulbophyllum dolichoglottis Schltr., 1912
- Bulbophyllum doryphoroide Ames, 1915
- Bulbophyllum dracunculus J.J.Verm., 2000
- Bulbophyllum dransfieldii J.J.Verm., 1991
- Bulbophyllum drepanosepalum J.J.Verm. & P.O'Byrne, 1993
- Bulbophyllum dryadum Schltr., 1913
- Bulbophyllum dryas Ridl., 1915
- Bulbophyllum drymoglossum Maxim., 1887
- Bulbophyllum dschischungarense Schltr., 1913
- Bulbophyllum dubium J.J.Sm., 1909
- Bulbophyllum dunstervillei Garay, 1976
- Bulbophyllum dusenii Kraenzl., 1911

## E
- Bulbophyllum ebracteolatum Kraenzl., 1916
- Bulbophyllum ebulbe Schltr. in K.M.Schumann & C.A.G.Lauterbach, 1905
- Bulbophyllum echinochilum Kraenzl., 1921
- Bulbophyllum echinolabium J.J.Sm., 1934
- Bulbophyllum echinulus Seidenf., 1982
- Bulbophyllum eciliatum Schltr., 1913
- Bulbophyllum ecornutum (J.J.Sm.) J.J.Sm., 1914
- Bulbophyllum edentatum H.Perrier, 1937
- Bulbophyllum elachanthe J.J.Verm., 1991
- Bulbophyllum elaphoglossum Schltr., 1911
- Bulbophyllum elasmatopus Schltr. in K.M.Schumann & C.A.G.Lauterbach, 1905
- Bulbophyllum elassoglossum Siegerist, 1991
- Bulbophyllum elassonotum Summerh., 1935
- Bulbophyllum elatum (Hook.f.) J.J.Sm., 1912
- Bulbophyllum elbertii J.J.Sm., 1914
- Bulbophyllum electrinum Seidenf. (1973 publ., 1974).
- Bulbophyllum elegans Gardner ex Thwaites, 1861
- Bulbophyllum elegantius Schltr., 1913
- Bulbophyllum elegantulum (Rolfe) J.J.Sm., 1912
- Bulbophyllum elephantinum J.J.Sm., 1913
- Bulbophyllum elevatopunctatum J.J.Sm., 1920
- Bulbophyllum elisae (F.Muell.) Benth., 1871
- Bulbophyllum elliae Rchb.f. in W.G.Walpers, 1861
- Bulbophyllum elliotii Rolfe, 1891
- Bulbophyllum ellipticifolium J.J.Sm., 1935
- Bulbophyllum ellipticum Schltr., 1913
- Bulbophyllum elmeri Ames, 1912
- Bulbophyllum elodeiflorum J.J.Sm., 1912
- Bulbophyllum elongatum (Blume) Hassk., 1844
- Bulbophyllum emarginatum (Finet) J.J.Sm., 1912
- Bulbophyllum emiliorum Ames & Quisumb., 1931
- Bulbophyllum encephalodes Summerh., 1951
- Bulbophyllum endotrachys Schltr., 1913
- Bulbophyllum ensiculferum J.J.Sm., 1929
- Bulbophyllum entomonopsis J.J.Verm. & P.O'Byrne, 1993
- Bulbophyllum epapillosum Schltr., 1913
- Bulbophyllum epibulbon Schltr., 1913
- Bulbophyllum epicranthes Hook.f., 1890
  - Bulbophyllum epicranthes var. epicranthes
  - Bulbophyllum epicranthes var. sumatranum (J.J.Sm.) J.J.Verm., 1982
- Bulbophyllum epiphytum Barb.Rodr., 1877
- Bulbophyllum erectum Thouars, 1822
- Bulbophyllum erinaceum Schltr., 1913
- Bulbophyllum erioides Schltr. in K.M.Schumann & C.A.G.Lauterbach, 1905
- Bulbophyllum erosipetalum C.Schweinf., 1951
- Bulbophyllum erratum Ames, 1922
- Bulbophyllum erythroglossum Bosser, 2000
- Bulbophyllum erythrostachyum Rolfe, 1903
- Bulbophyllum erythrostictum Ormerod, 2005
- Bulbophyllum escritorii Ames, 1915
- Bulbophyllum eublepharum Rchb.f. in W.G.Walpers, 1861
- Bulbophyllum evansii M.R.Hend., 1927
- Bulbophyllum evasum T.E.Hunt & Rupp, 1950
- Bulbophyllum evrardii Gagnep., 1930
- Bulbophyllum exaltatum Lindl., 1842
- Bulbophyllum exasperatum Schltr., 1913
- Bulbophyllum exiguiflorum Schltr., 1913
- Bulbophyllum exiguum F.Muell., 1860
- Bulbophyllum exile Ames, 1908
- Bulbophyllum exilipes Schltr., 1913
- Bulbophyllum expallidum J.J.Verm., 1984
- Bulbophyllum exquisitum Ames, 1923

## F
- Bulbophyllum facetum Garay, Hamer & Siegerist, 1996
- Bulbophyllum falcatocaudatum J.J.Sm., 1914
- Bulbophyllum falcatum (Lindl.) Rchb.f. in W.G.Walpers, 1861
  - Bulbophyllum falcatum var. bufo (Lindl.) Govaerts, 1996
  - Bulbophyllum falcatum var. falcatum
  - Bulbophyllum falcatum var. velutinum (Lindl.) J.J.Verm., 1992
- Bulbophyllum falcibracteum Schltr., 1923
- Bulbophyllum falciferum J.J.Sm., 1910
- Bulbophyllum falcifolium Schltr., 1913
- Bulbophyllum falcipetalum Lindl., 1862
- Bulbophyllum falculicorne J.J.Sm., 1945
- Bulbophyllum fallax Rolfe, 1889
- Bulbophyllum farinulentum J.J.Sm., 1920
  - Bulbophyllum farinulentum subsp. densissimum (Carr) J.J.Verm., 2002
- Bulbophyllum farreri (W.W.Sm.) Seidenf., 1973 (publ. 1974)
- Bulbophyllum fasciatum Schltr., 1912
- Bulbophyllum fasciculatum Schltr., 1913
- Bulbophyllum fasciculiferum Schltr., 1923
- Bulbophyllum fascinator (Rolfe) Rolfe, 1908
- Bulbophyllum faunula Ridl., 1916
- Bulbophyllum fayi J.J.Verm., 1992
- Bulbophyllum fendlerianum sp. n.[2]
- Bulbophyllum fenixii Ames & Philipp., 1913 (publ. 1914).
- Bulbophyllum ferkoanum Schltr., 1918
- Bulbophyllum fibratum (Gagnep.) T.B.Nguyen & D.H.Duong in T.B.Nguyen (ed.), 1984
- Bulbophyllum fibrinum J.J.Sm., 1913
- Bulbophyllum filamentosum Schltr., 1913
- Bulbophyllum filicaule J.J.Sm., 1913
- Bulbophyllum filicaule f. filicaule.
- Bulbophyllum filicaule f. flavescens J.J.Sm., 1916
- Bulbophyllum filicoides Ames, 1923
- Bulbophyllum filifolium Borba & E.C.Smidt, 2004
- Bulbophyllum filovagans Carr, 1933
- Bulbophyllum fimbriatum (Lindl.) Rchb.f. in W.G.Walpers, 1861
- Bulbophyllum finisterrae Schltr., 1913
- Bulbophyllum fischeri Seidenf. (1973 publ., 1974)
- Bulbophyllum fissibrachium J.J.Sm., 1927
- Bulbophyllum fissipetalum Schltr., 1913
- Bulbophyllum flabellum-veneris (J.König) Aver., 2003
- Bulbophyllum flagellare Schltr., 1913
- Bulbophyllum flammuliferum Ridl., 1898
- Bulbophyllum flavescens (Blume) Lindl., 1830
- Bulbophyllum flavicolor J.J.Sm., 1929
- Bulbophyllum flavidiflorum Carr, 1933
- Bulbophyllum flavofimbriatum J.J.Sm., 1931
- Bulbophyllum flavorubellum J.J.Verm. & P.O'Byrne, 2003
- Bulbophyllum flavum Schltr., 1913
- Bulbophyllum fletcherianum Rolfe, 1911
- Bulbophyllum flexuosum Schltr., 1913
- Bulbophyllum floribundum J.J.Sm., 1912
- Bulbophyllum florulentum Schltr., 1924
- Bulbophyllum foetidilabrum Ormerod, 2001
- Bulbophyllum foetidolens Carr, 1930
- Bulbophyllum foetidum Schltr., 1913
  - Bulbophyllum foetidum var. foetidum
  - Bulbophyllum foetidum var. grandiflorum J.J.Sm., 1929
- Bulbophyllum folliculiferum J.J.Sm., 1914
- Bulbophyllum fonsflorum J.J.Verm., 1990
- Bulbophyllum foraminiferum J.J.Verm., 1996
- Bulbophyllum forbesii Schltr., 1913
- Bulbophyllum fordii (Rolfe) J.J.Sm., 1912
- Bulbophyllum formosanum (Rolfe) K.Nakaj., 1973
- Bulbophyllum formosum Schltr., 1912
- Bulbophyllum forrestii Seidenf. (1973 publ., 1974).
- Bulbophyllum forsythianum Kraenzl., 1899
- Bulbophyllum fractiflexum J.J.Sm., 1908
  - Bulbophyllum fractiflexum subsp. fractiflexum
  - Bulbophyllum fractiflexum subsp. solomonense J.J.Verm. & B.A.Lewis, 1991
- Bulbophyllum françoisii H.Perrier, 1937
  - Bulbophyllum françoisii var. andrangense (H.Perrier) Bosser, 1965
  - Bulbophyllum françoisii var. francoisii
- Bulbophyllum frappieri Schltr., 1915
- Bulbophyllum fraudulentum Garay, Hamer & Siegerist, 1996
- Bulbophyllum fritillariiflorum J.J.Sm., 1912
- Bulbophyllum frostii Summerh., 1928
- Bulbophyllum frustrans J.J.Sm., 1911
- Bulbophyllum fruticicola Schltr. in K.M.Schumann & C.A.G.Lauterbach, 1905
- Bulbophyllum fukuyamae Tuyama, 1941
- Bulbophyllum fulgens J.J.Verm., 1996
- Bulbophyllum fulvibulbum J.J.Verm., 1991
- Bulbophyllum funingense Z.H.Tsi & H.C.Chen, 1981
- Bulbophyllum furcatum Aver., 2003
- Bulbophyllum furcillatum J.J.Verm. & P.O'Byrne, 2003
- Bulbophyllum fuscatum Schltr., 1913
- Bulbophyllum fusciflorum Schltr., 1913
- Bulbophyllum fuscopurpureum Wight, 1851
- Bulbophyllum fuscum Lindl., 1839
  - Bulbophyllum fuscum var. fuscum
  - Bulbophyllum fuscum var. melinostachyum (Schltr.) J.J.Verm., 1986
- Bulbophyllum futile J.J.Sm., 1908

## G
- Bulbophyllum gadgarrense Rupp, 1949
- Bulbophyllum gajoense J.J.Sm., 1943
- Bulbophyllum galactanthum Schltr., 1921
- Bulbophyllum galliaheneum P.Royen, 1979
- Bulbophyllum gamblei (Hook.f.) Hook.f., 1890
- Bulbophyllum gautierense J.J.Sm., 1912
- Bulbophyllum gemma-reginae J.J.Verm., 1996
- Bulbophyllum geniculiferum J.J.Sm., 1912
- Bulbophyllum geraense Rchb.f. in W.G.Walpers, 1864
- Bulbophyllum gerlandianum Kraenzl., 1886
- Bulbophyllum gibbolabium Seidenf., 1979
- Bulbophyllum gibbosum (Blume) Lindl., 1830
- Bulbophyllum gibbsiae Rolfe, 1914
- Bulbophyllum gilgianum Kraenzl., 1899
- Bulbophyllum gilvum J.J.Verm. & A.L.Lamb, 1994
- Bulbophyllum gimagaanense Ames, 1912
- Bulbophyllum giriwoense J.J.Sm., 1914
- Bulbophyllum gjellerupii J.J.Sm., 1929
- Bulbophyllum glabrum Schltr., 1913
- Bulbophyllum gladiatum Lindl., 1842
- Bulbophyllum glanduliferum Schltr., 1913
- Bulbophyllum glandulosum Ames, 1923
- Bulbophyllum glaucifolium J.J.Verm., 1991
- Bulbophyllum glaucum Schltr., 1913
- Bulbophyllum globiceps Schltr. in K.M.Schumann & C.A.G.Lauterbach, 1905
  - Bulbophyllum globiceps var. boloboense Schltr., 1913
  - Bulbophyllum globiceps var. globiceps
- Bulbophyllum globuliforme Nicholls, 1938 (synonym Oncophyllum globuliforme (Nicholls) D.L.Jones & M.A.Clem., 2001
- Bulbophyllum globulosum (Ridl.) Schuit. & de Vogel, 2003
- Bulbophyllum globulosum (Ridl.) Schuit. & de Vogel, 2003
- Bulbophyllum globulus Hook.f., 1890
- Bulbophyllum glutinosum (Barb.Rodr.) Cogn. in C.F.P.von Martius, 1902
- Bulbophyllum gnomoniferum Ames, 1908
- Bulbophyllum gobiense Schltr., 1912
- Bulbophyllum goebelianum Kraenzl., 1921
- Bulbophyllum goliathense J.J.Sm., 1911
- Bulbophyllum gomesii Fraga, 1999
- Bulbophyllum gomphreniflorum J.J.Sm., 1918
- Bulbophyllum gongshanense Z.H.Tsi, 1981
- Bulbophyllum gracile Thouars, 1822
- Bulbophyllum gracilicaule W.Kittr., 1984 (publ. 1985)
- Bulbophyllum gracilipes King & Pantl., 1896
- Bulbophyllum graciliscapum Schltr. in K.M.Schumann & C.A.G.Lauterbach, 1905
- Bulbophyllum gracillimum (Rolfe) Rolfe, 1907
- Bulbophyllum gramineum Ridl., 1916
- Bulbophyllum grammopoma J.J.Verm., 1991
- Bulbophyllum grandiflorum Blume, 1849
- Bulbophyllum grandifolium Schltr., 1913
- Bulbophyllum grandilabre Carr, 1932
- Bulbophyllum grandimesense B.Gray & D.L.Jones, 1989
- Bulbophyllum granulosum Barb.Rodr., 1877
- Bulbophyllum graveolens (F.M.Bailey) J.J.Sm., 1912
- Bulbophyllum gravidum Lindl., 1862
- Bulbophyllum griffithii (Lindl.) Rchb.f. in W.G.Walpers, 1861
- Bulbophyllum groeneveldtii J.J.Sm., 1920
- Bulbophyllum grotianum J.J.Verm., 2002
- Bulbophyllum grudense J.J.Sm., 1905
- Bulbophyllum guamense Ames, 1914
- Bulbophyllum gusdorfii J.J.Sm., 1917
- Bulbophyllum guttatum Schltr., 1913
- Bulbophyllum guttifilum Seidenf., 1996
- Bulbophyllum guttulatum (Hook.f.) N.P.Balakr., 1970
- Bulbophyllum gyaloglossum J.J.Verm., 1993
- Bulbophyllum gymnopus Hook.f., 1890
- Bulbophyllum gyrochilum Seidenf., 1979

## H
- Bulbophyllum habbemense P.Royen, 1979
- Bulbophyllum habrotinum J.J.Verm. & A.L.Lamb, 1994
- Bulbophyllum hahlianum Schltr. in K.M.Schumann & C.A.G.Lauterbach, 1905
- Bulbophyllum hainanense Z.H.Tsi, 1981
- Bulbophyllum halconense Ames, 1907
- Bulbophyllum hamadryas Schltr., 1913
  - Bulbophyllum hamadryas var. hamadryas
  - Bulbophyllum hamadryas var. orientale Schltr., 1913
- Bulbophyllum hamatipes J.J.Sm., 1918
- Bulbophyllum hamelinii W.Watson, 1893
- Bulbophyllum haniffii Carr, 1932
- Bulbophyllum hans-meyeri J.J.Wood, 1981
- Bulbophyllum hapalanthos Garay, 1999
- Bulbophyllum harposepalum Schltr., 1913
- Bulbophyllum hashimotoi T.Yukawa & K.Karas., 1997
- Bulbophyllum hassallii Kores, 1989
- Bulbophyllum hastiferum Schltr., 1911
- Bulbophyllum hatusimanum Tuyama, 1940
- Bulbophyllum heldiorum J.J.Verm., 1991
- Bulbophyllum helenae (Kuntze) J.J.Sm., 1912
- Bulbophyllum heliophilum J.J.Sm., 1929
- Bulbophyllum helix Schltr., 1913
- Bulbophyllum hellwigianum Kraenzl. ex Warb., 1893
- Bulbophyllum hemiprionotum J.J.Verm. & A.L.Lamb, 1994
- Bulbophyllum henanense J.L.Lu, 1992
- Bulbophyllum henrici Schltr., 1924
- Bulbophyllum herbula Frapp. ex Cordem., 1895
- Bulbophyllum heteroblepharon Schltr., 1913
- Bulbophyllum heterorhopalon Schltr., 1913
- Bulbophyllum heterosepalum Schltr., 1913
- Bulbophyllum hexarhopalon Schltr., 1906
- Bulbophyllum hexurum Schltr., 1913
- Bulbophyllum hians Schltr., 1913
  - Bulbophyllum hians var. alticola Schltr., 1913
  - Bulbophyllum hians var. hians
- Bulbophyllum hiepii Aver., 1992
- Bulbophyllum hildebrandtii Rchb.f., 1881
- Bulbophyllum hiljeae J.J.Verm., 1991
- Bulbophyllum hirsutissimum Kraenzl., 1912
- Bulbophyllum hirsutiusculum H.Perrier, 1937
- Bulbophyllum hirtulum Ridl., 1900
- Bulbophyllum hirtum (Sm.) Lindl., 1830
- Bulbophyllum hirudiniferum J.J.Verm., 1982
- Bulbophyllum hirundinis (Gagnep.) Seidenf., 1973 (publ. 1974)
- Bulbophyllum hispidum Ridl., 1897
- Bulbophyllum hodgsonii M.R.Hend., 1927
- Bulbophyllum hollandianum J.J.Sm., 1913
- Bulbophyllum holochilum J.J.Sm., 1912
  - Bulbophyllum holochilum var. aurantiacum J.J.Sm., 1916
  - Bulbophyllum holochilum var. holochilum
  - Bulbophyllum holochilum var. pubescens J.J.Sm., 1916
- Bulbophyllum horizontale Bosser, 1965
- Bulbophyllum horridulum J.J.Verm., 1986
- Bulbophyllum hovarum Schltr., 1924
- Bulbophyllum howcroftii Garay, Hamer & Siegerist, 1995
- Bulbophyllum hoyifolium J.J.Verm., 1993
- Bulbophyllum humbertii Schltr., 1922
- Bulbophyllum humblotii Rolfe, 1891
- Bulbophyllum humile Schltr., 1913
- Bulbophyllum humiligibbum J.J.Sm., 1927
- Bulbophyllum hyalinum Schltr., 1924
- Bulbophyllum hydrophilum J.J.Sm., 1905
- Bulbophyllum hymenanthum Hook.f., 1890
- Bulbophyllum hymenobracteum Schltr. in K.M.Schumann & C.A.G.Lauterbach, 1905
  - Bulbophyllum hymenobracteum var. giriwoense J.J.Sm., 1916
  - Bulbophyllum hymenobracteum var. hymenobracteum
- Bulbophyllum hymenochilum Kraenzl., 1904
- Bulbophyllum hystricinum Schltr., 1913

## I
- Bulbophyllum ialibuense Ormerod, 2002
- Bulbophyllum iboense Schltr., 1913
- Bulbophyllum icteranthum Schltr., 1913
- Bulbophyllum idenburgense J.J.Sm., 1929
- Bulbophyllum igneum J.J.Sm., 1913
- Bulbophyllum ignevenosum Carr, 1930
- Bulbophyllum ignobile J.J.Sm., 1934
- Bulbophyllum ikongoense H.Perrier, 1937
- Bulbophyllum illecebrum J.J.Verm. & P.O'Byrne, 2003
- Bulbophyllum illudens Ridl., 1917
- Bulbophyllum imbricans J.J.Sm., 1912

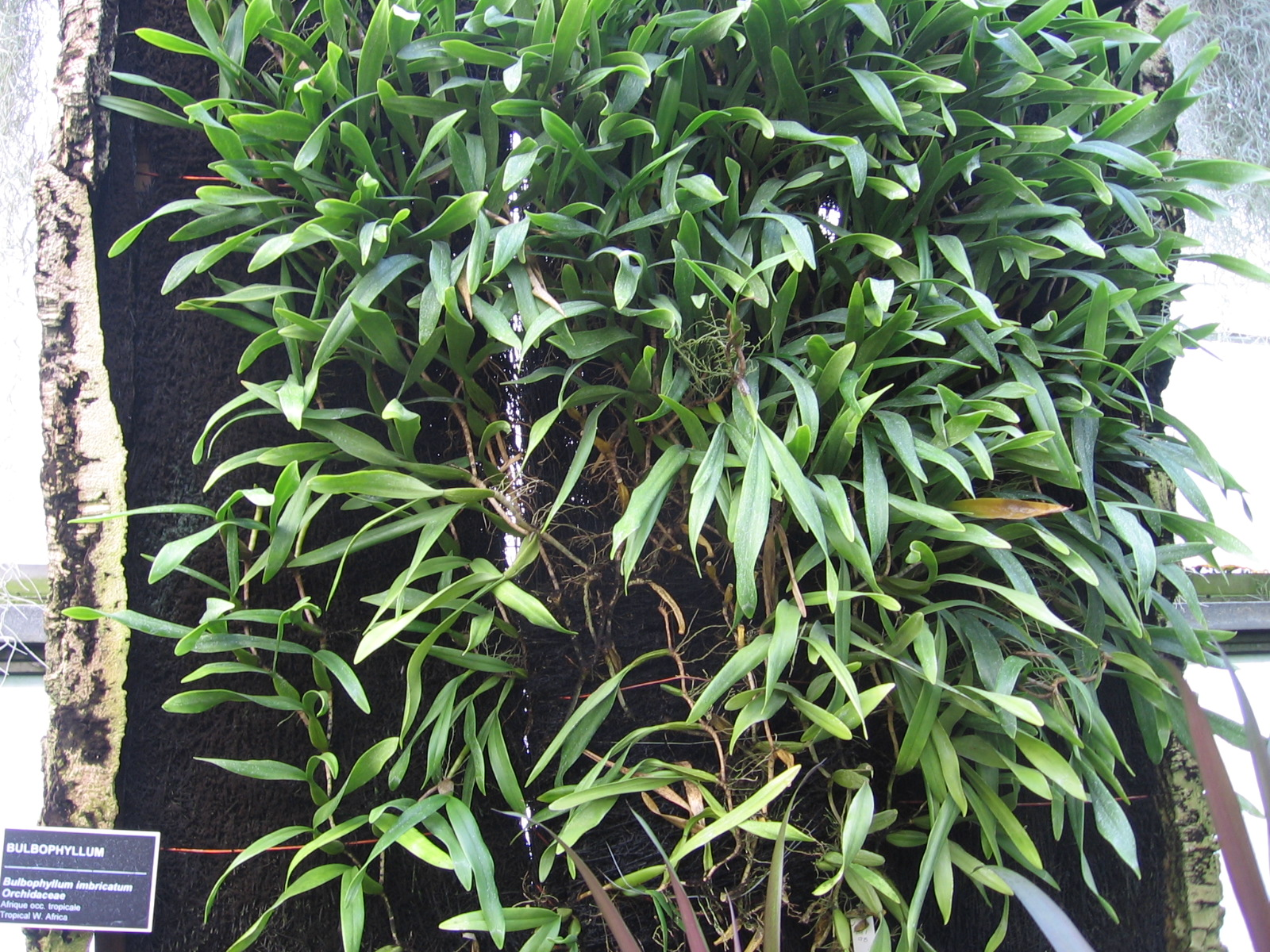

- Bulbophyllum imbricatum Lindl., 1841
- Bulbophyllum imerinense Schltr., 1925
- Bulbophyllum imitator J.J.Verm., 1992
- Bulbophyllum impar Ridl., 1917
- Bulbophyllum inaequale (Blume) Lindl., 1830
- Bulbophyllum inaequisepalum Schltr., 1923
- Bulbophyllum inauditum Schltr., 1913
- Bulbophyllum incarum Kraenzl., 1905
- Bulbophyllum inciferum J.J.Verm., 1993
- Bulbophyllum incisilabrum J.J.Verm. & P.O'Byrne, 2003
- Bulbophyllum inclinatum J.J.Sm., 1935
- Bulbophyllum incommodum Kores, 1989
- Bulbophyllum inconspicuum Maxim., 1887
- Bulbophyllum incumbens Schltr., 1913
- Bulbophyllum incurvum Thouars, 1822
- Bulbophyllum iners Rchb.f., 1880
- Bulbophyllum infundibuliforme J.J.Sm., 1900
- Bulbophyllum injoloense De Wild., 1916
  - Bulbophyllum injoloense subsp. injoloense
  - Bulbophyllum injoloense subsp. pseudoxypterum (J.J.Verm.) J.J.Verm., 1986
- Bulbophyllum inops Rchb.f., 1880
- Bulbophyllum inornatum J.J.Verm., 1987
- Bulbophyllum inquirendum J.J.Verm., 1993
- Bulbophyllum insectiferum Barb.Rodr., 1882
- Bulbophyllum insolitum Bosser, 1971
- Bulbophyllum insulsum (Gagnep.) Seidenf. (1973 publ., 1974).
- Bulbophyllum intermedium F.M.Bailey, 1901
- Bulbophyllum intersitum J.J.Verm., 1993
- Bulbophyllum intertextum Lindl., 1862
- Bulbophyllum intricatum Seidenf., 1979
- Bulbophyllum inunctum J.J.Sm., 1906
- Bulbophyllum inversum Schltr., 1913
- Bulbophyllum invisum Ames, 1922
- Bulbophyllum involutum Borba. Semir & F.Barros, 1998
- Bulbophyllum ionophyllum J.J.Verm., 1991
- Bulbophyllum ipanemense Hoehne, 1938
- Bulbophyllum ischnopus Schltr. in K.M.Schumann & C.A.G.Lauterbach, 1905
  - Bulbophyllum ischnopus var. ischnopus
  - Bulbophyllum ischnopus var. rhodoneuron Schltr., 1913
- Bulbophyllum iterans J.J.Verm. & P.O'Byrne, 2003
- Bulbophyllum ivorense P.J.Cribb & Perez-Vera, 1975

## J
- Bulbophyllum jaapii Szlach. & Olszewski, 2001
- Bulbophyllum jackyi G.A.Fischer, Sieder & P.J.Cribb, 2007[3]
- Bulbophyllum jamaicense Cogn., 1909
- Bulbophyllum janus J.J.Verm., 2002
- Bulbophyllum japonicum (Makino) Makino, 1910
- Bulbophyllum jensenii J.J.Sm., 1926
- Bulbophyllum jiewhoei J.J.Verm. & P.O'Byrne, 2000
- Bulbophyllum johannis H.Wendl. & Kraenzl., 1894
- Bulbophyllum johannulii J.J.Verm., 1982
- Bulbophyllum johnsonii T.E.Hunt, 1950
- Bulbophyllum jolandae J.J.Verm., 1991
- Bulbophyllum josephi (Kuntze) Summerh., 1945
  - Bulbophyllum josephi var. josephi
  - Bulbophyllum josephi var. mahonii (Rolfe) J.J.Verm., 1986
- Bulbophyllum jumelleanum Schltr., 1913

## K
- Bulbophyllum kainochiloides H.Perrier, 1937
- Bulbophyllum kaitiense Rchb.f. in W.G.Walpers, 1861
- Bulbophyllum kanburiense Seidenf., 1970
- Bulbophyllum kaniense Schltr., 1913
- Bulbophyllum kauloense Schltr., 1913
- Bulbophyllum kautskyi Toscano, 2000
- Bulbophyllum keekee N.Hall, 1977
- Bulbophyllum kegelii Hamer & Garay (1995 publ., 1997).
- Bulbophyllum kelelense Schltr., 1913
- Bulbophyllum kempfii Schltr., 1921
- Bulbophyllum kemulense J.J.Sm., 1931
- Bulbophyllum kenae J.J.Verm., 1993
- Bulbophyllum kenejiense W.Kittr. (1984 publ., 1985).
- Bulbophyllum keralense M.Kumar & Sequiera, 2001
- Bulbophyllum kermesinum Ridl., 1889
- Bulbophyllum kestron J.J.Verm. & A.L.Lamb, 1988
- Bulbophyllum kettredgei (Garay, Hamer & Siegerist) J.J.Verm., 1996
- Bulbophyllum khaoyaiense Seidenf., 1970
- Bulbophyllum khasyanum Griff., 1851
- Bulbophyllum kieneri Bosser, 1971
- Bulbophyllum kirroanthum Schltr., 1911
- Bulbophyllum kivuense J.J.Verm., 1986
- Bulbophyllum kjellbergii J.J.Sm., 1933
- Bulbophyllum klabatense Schltr., 1911
- Bulbophyllum klossii Ridl., 1916
- Bulbophyllum kontumense Gagnep., 1950
- Bulbophyllum korimense J.J.Sm., 1929
- Bulbophyllum korinchense Ridl., 1917
- Bulbophyllum korthalsii Schltr., 1907
- Bulbophyllum kupense P.J.Cribb & B.J.Pollard, 2004
- Bulbophyllum kusaiense Tuyama, 1940
- Bulbophyllum kwangtungense Schltr., 1924

## L
- Bulbophyllum labatii Bosser, 2004
- Bulbophyllum laciniatum (Barb.Rodr.) Cogn. in C.F.P.von Martius, 1902
- Bulbophyllum lacinulosum J.J.Sm., 1927
- Bulbophyllum laetum J.J.Verm., 1996
- Bulbophyllum lageniforme F.M.Bailey, 1904
- Bulbophyllum lakatoense Bosser, 1969
- Bulbophyllum lambii J.J.Verm., 1991
- Bulbophyllum lamelluliferum J.J.Sm., 1913
- Bulbophyllum lamii J.J.Sm., 1929
- Bulbophyllum lamingtonense D.L.Jones, 1993
- Bulbophyllum lancifolium Ames, 1912
- Bulbophyllum lancilabium Ames, 1915
- Bulbophyllum lancipetalum Ames, 1912
- Bulbophyllum lancisepalum H.Perrier, 1938
- Bulbophyllum languidum J.J.Sm., 1922
- Bulbophyllum lanuginosum J.J.Verm., 2002
- Bulbophyllum laoticum Gagnep., 1930
- Bulbophyllum lasianthum Lindl., 1855
- Bulbophyllum lasiochilum C.S.P.Parish & Rchb.f., 1874
- Bulbophyllum lasioglossum Rolfe ex Ames, 1905
- Bulbophyllum lasiopetalum Kraenzl., 1916
- Bulbophyllum latibrachiatum J.J.Sm., 1908
  - Bulbophyllum latibrachiatum var. epilosum J.J.Sm., 1913
  - Bulbophyllum latibrachiatum var. latibrachiatum
- Bulbophyllum latipes J.J.Sm., 1935
- Bulbophyllum latipetalum H.Perrier, 1951
- Bulbophyllum latisepalum Ames & C.Schweinf. in O.Ames, 1920
- Bulbophyllum laxiflorum (Blume) Lindl., 1830
- Bulbophyllum laxum Schltr. in K.M.Schumann & C.A.G.Lauterbach, 1905
- Bulbophyllum leandrianum H.Perrier, 1937
- Bulbophyllum lecouflei Bosser, 1989
- Bulbophyllum ledungense Tang & F.T.Wang, 1974
- Bulbophyllum lehmannianum Kraenzl., 1899
- Bulbophyllum leibergii Ames & Rolfe in O.Ames, 1915
- Bulbophyllum lemnifolium Schltr., 1913
- Bulbophyllum lemniscatoides Rolfe, 1890
  - Bulbophyllum lemniscatoides var. exappendiculatum, 1920
  - Bulbophyllum lemniscatoides var. lemniscatoides
- Bulbophyllum lemniscatum C.S.P.Parish ex Hook.f., 1872
- Bulbophyllum lemuraeoides H.Perrier, 1937
- Bulbophyllum lemurense Bosser & P.J.Cribb in D.J.Du Puy & al., 1999
- Bulbophyllum leniae J.J.Verm., 1991
- Bulbophyllum leonii Kraenzl., 1899
- Bulbophyllum leontoglossum Schltr., 1913
- Bulbophyllum leopardinum (Wall.) Lindl. in N.Wallich, 1829
  - Bulbophyllum leopardinum var. leopardinum
  - Bulbophyllum leopardinum var. tuberculatum N.P.Balakr. & Sud.Chowdhury, 1967
- Bulbophyllum lepantense Ames, 1912
- Bulbophyllum lepanthiflorum Schltr., 1913
- Bulbophyllum leproglossum J.J.Verm. & A.L.Lamb, 1988
- Bulbophyllum leptanthum Hook.f., 1890
- Bulbophyllum leptobulbon J.J.Verm., 1996
- Bulbophyllum leptocaulon Kraenzl., 1916
- Bulbophyllum leptochlamys Schltr., 1924
- Bulbophyllum leptoleucum Schltr., 1913
- Bulbophyllum leptophyllum W.Kittr. (1984 publ., 1985).
- Bulbophyllum leptopus Schltr. in K.M.Schumann & C.A.G.Lauterbach, 1905
- Bulbophyllum leptosepalum Hook.f., 1890
- Bulbophyllum leptostachyum Schltr., 1922
- Bulbophyllum leucorhodum Schltr., 1913
- Bulbophyllum leucothyrsus Schltr., 1913
- Bulbophyllum levanae Ames, 1915
  - Bulbophyllum levanae var. giganteum Quisumb. & C.Schweinf., 1953
  - Bulbophyllum levanae var. levanae
- Bulbophyllum levatii Kraenzl., 1929
  - Bulbophyllum levatii subsp. levatii
  - Bulbophyllum levatii subsp. mischanthum J.J.Verm., 1993
- Bulbophyllum leve Schltr., 1913
- Bulbophyllum levidense J.J.Sm., 1929
- Bulbophyllum levinei Schltr., 1924
- Bulbophyllum levyae Garay, Hamer & Siegerist, 1995
- Bulbophyllum lewisense B.Gray & D.L.Jones, 1989
- Bulbophyllum leytense Ames, 1915
- Bulbophyllum lichenoides Schltr., 1913
- Bulbophyllum lichenophylax Schltr., 1924
- Bulbophyllum ligulatum W.Kittr. (1984 publ., 1985).
- Bulbophyllum ligulifolium J.J.Sm., 1934
- Bulbophyllum lilacinum Ridl., 1897
- Bulbophyllum lilianae Rendle, 1917
- Bulbophyllum limbatum Lindl., 1840
- Bulbophyllum lindleyanum Griff., 1851
- Bulbophyllum lineare Frapp. ex Cordem., 1895
- Bulbophyllum lineariflorum J.J.Sm., 1911
- Bulbophyllum linearifolium King & Pantl., 1897
- Bulbophyllum linearilabium J.J.Sm., 1912
- Bulbophyllum lineariligulatum Schltr., 1924
- Bulbophyllum lineatum (Teijsm. & Binn.) J.J.Sm., 1912
- Bulbophyllum lineolatum Schltr., 1913
- Bulbophyllum linggense J.J.Sm., 1922
- Bulbophyllum lingulatum Rendle, 1921
- Bulbophyllum lingulatum f. lingulatum
- Bulbophyllum lingulatum f. microphyton (Guillaumin) N.Hall, 1977
- Bulbophyllum liparidioides Schltr., 1924
- Bulbophyllum lipense Ames, 1923
- Bulbophyllum lissoglossum J.J.Verm., 1991
- Bulbophyllum lizae J.J.Verm., 1984
- Bulbophyllum lobbii Lindl., 1847

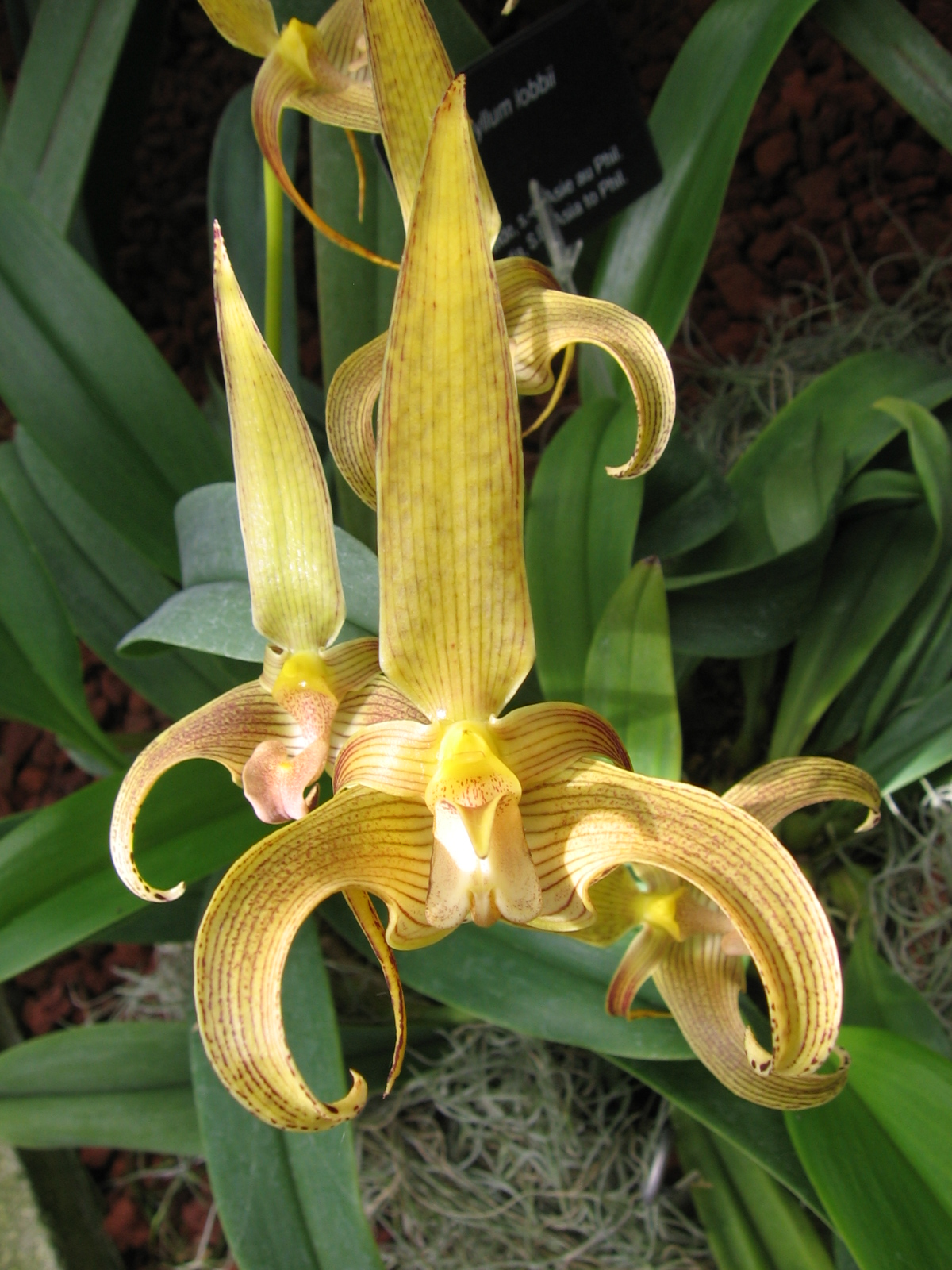
Bulbophyllum lobbi

- Bulbophyllum loherianum (Kraenzl.) Ames in E.D.Merrill, 1925
- Bulbophyllum lohokii J.J.Verm. & A.L.Lamb, 1994
- Bulbophyllum lokonense Schltr., 1911
- Bulbophyllum lonchophyllum Schltr., 1913
- Bulbophyllum longhutense J.J.Sm., 1931
- Bulbophyllum longibrachiatum Z.H.Tsi, 1981
- Bulbophyllum longibracteatum Seidenf., 1979
- Bulbophyllum longicaudatum (J.J.Sm.) J.J.Sm., 1914
- Bulbophyllum longiflorum Thouars, 1822
- Bulbophyllum longilabre Schltr., 1912
- Bulbophyllum longimucronatum Ames & C.Schweinf. in O.Ames, 1920
- Bulbophyllum longipedicellatum J.J.Sm., 1910
  - Bulbophyllum longipedicellatum var. gjellerupii J.J.Sm., 1911
  - Bulbophyllum longipedicellatum var. longipedicellatum
- Bulbophyllum longipetalum Pabst, 1964
- Bulbophyllum longipetiolatum Ames, 1912
- Bulbophyllum longirepens Ridl., 1908
- Bulbophyllum longirostre Schltr., 1913
- Bulbophyllum longiscapum Rolfe, 1896
- Bulbophyllum longisepalum Rolfe, 1895
- Bulbophyllum longispicatum Cogn., 1893
- Bulbophyllum longissimum (Ridl.) J.J.Sm., 1912
- Bulbophyllum longivagans Carr, 1933
- Bulbophyllum longivaginans H.Perrier, 1937
- Bulbophyllum lophoglottis (Guillaumin) N.Hall, 1977
- Bulbophyllum lophoton J.J.Verm., 1993
- Bulbophyllum lordoglossum J.J.Verm. & A.L.Lamb, 1994
- Bulbophyllum lorentzianum J.J.Sm., 1910
- Bulbophyllum loroglossum J.J.Verm., 1993
- Bulbophyllum louisiadum Schltr., 1919
- Bulbophyllum loxophyllum Schltr., 1913
- Bulbophyllum luanii Tixier, 1965
- Bulbophyllum lucidum Schltr., 1924
- Bulbophyllum luciphilum Stvart, 2000
- Bulbophyllum luckraftii F.Muell., 1882
- Bulbophyllum luederwaldtii Hoehne & Schltr., 1926
- Bulbophyllum lumbriciforme J.J.Sm., 1920
- Bulbophyllum lundianum Rchb.f. & Warm. in H.G.Reichenbach, 1881
- Bulbophyllum lupulinum Lindl., 1862
- Bulbophyllum luteobracteatum Jum. & H.Perrier, 1912
- Bulbophyllum luteopurpureum J.J.Sm., 1907
- Bulbophyllum lygeron J.J.Verm., 1991
- Bulbophyllum lyperocephalurn Schltr., 1924
- Bulbophyllum lyperostachyum Schltr., 1924
- Bulbophyllum lyriforme J.J.Verm. & P.O'Byrne, 2003

## M
- Bulbophyllum maboroense Schltr., 1913
- Bulbophyllum machupicchuense D.E.Benn. & Christenson 2001
- Bulbophyllum macilentum J.J.Verm., 1993
- Bulbophyllum macphersonii Rupp, 1934
  - Bulbophyllum macphersonii var. macphersonii
  - Bulbophyllum macphersonii var. spathulatum Dockrill & St.Cloud, 1957
- Bulbophyllum macraei (Lindl.) Rchb.f. in W.G.Walpers, 1861
  - Bulbophyllum macraei var. autumnale (Fukuy.) S.S.Ying, 1977
  - Bulbophyllum macraei var. macraei
- Bulbophyllum macranthoides Kraenzl., 1905
- Bulbophyllum macranthum Lindl., 1844
- Bulbophyllum macrobulbum J.J.Sm., 1910
- Bulbophyllum macrocarpum Frapp. ex Cordem., 1895
- Bulbophyllum macroceras Barb.Rodr., 1882
- Bulbophyllum macrochilum Rolfe, 1896
- Bulbophyllum macrocoleum Seidenf., 1979
- Bulbophyllum macrorhopalon Schltr., 1913
- Bulbophyllum macrourum Schltr. in K.M.Schumann & C.A.G.Lauterbach, 1905
- Bulbophyllum maculatum Boxall ex Náves in F.M.Blanco, 1880
- Bulbophyllum maculosum Ames, 1915
- Bulbophyllum magnibracteatum Summerh., 1935
- Bulbophyllum mahakamense J.J.Sm., 1909
- Bulbophyllum maijenense Schltr., 1913
- Bulbophyllum major (Ridl.) P.Royen, 1979
- Bulbophyllum makoyanum (Rchb.f.) Ridl., 1907
- Bulbophyllum malachadenia Cogn. in C.F.P.von Martius, 1902
- Bulbophyllum maleolens Kraenzl., 1928
- Bulbophyllum malleolabrum Carr, 1932
- Bulbophyllum mamberamense J.J.Sm., 1915
- Bulbophyllum mananjarense Poiss., 1912
- Bulbophyllum manarae Foldats, 1968
- Bulbophyllum mandibulare Rchb.f., 1882
- Bulbophyllum mangenotii Bosser, 1965
- Bulbophyllum manobulbum Schltr. in K.M.Schumann & C.A.G.Lauterbach, 1905
- Bulbophyllum maquilingense Ames & Quisumb., 1932
- Bulbophyllum marginatum Schltr., 1913
- Bulbophyllum marivelense Ames, 1912
- Bulbophyllum marojejiense H.Perrier, 1951
- Bulbophyllum marovoense H.Perrier, 1951
- Bulbophyllum marudiense Carr, 1935
- Bulbophyllum masaganapense Ames, 1920
- Bulbophyllum masarangicum Schltr., 1911
- Bulbophyllum maskeliyense Livera, 1926
- Bulbophyllum masoalanum Schltr., 1916
- Bulbophyllum masonii (Senghas) J.J.Wood, 1986
- Bulbophyllum mastersianum (Rolfe) J.J.Sm., 1912
- Bulbophyllum matitanense H.Perrier, 1937
- Bulbophyllum maudeae A.D.Hawkes, 1966
- Bulbophyllum maxillarioides Schltr. in K.M.Schumann & C.A.G.Lauterbach, 1905
- Bulbophyllum maximum (Lindl.) Rchb.f. in W.G.Walpers, 1861
- Bulbophyllum mayombeense Garay, 1999
- Bulbophyllum mayrii J.J.Sm., 1934
- Bulbophyllum mearnsii Ames (1913 publ., 1914)
- Bulbophyllum mediocre Summerh. ex Exell, 1959
- Bulbophyllum medusae (Lindl.) Rchb.f. in W.G.Walpers, 1861
- Bulbophyllum megalonyx Rchb.f., 1881
- Bulbophyllum melanoglossum Hayata, 1914
- Bulbophyllum melanoxanthum J.J.Verm. & B.A.Lewis, 1991
- Bulbophyllum melilotus J.J.Sm., 1929
- Bulbophyllum melinanthum Schltr. in K.M.Schumann & C.A.G.Lauterbach, 1905
- Bulbophyllum melinoglossum Schltr., 1913
- Bulbophyllum meliphagirostrum P.Royen, 1979
- Bulbophyllum melleum H.Perrier, 1937
- Bulbophyllum melloi Pabst, 1977
- Bulbophyllum membranaceum Teijsm. & Binn., 1855
- Bulbophyllum membranifolium Hook.f., 1890
- Bulbophyllum menghaiense Z.H.Tsi, 1981
- Bulbophyllum menglunense Z.H.Tsi & Y.Z.Ma, 1985
- Bulbophyllum mentiferum J.J.Sm., 1927
- Bulbophyllum mentosum Barb.Rodr., 1877
- Bulbophyllum meridense Rchb.f., 1850
- Bulbophyllum meristorhachis Garay & Dunst., 1976
- Bulbophyllum merrittii Ames, 1907
- Bulbophyllum mesodon J.J.Verm., 1993
- Bulbophyllum metonymon Summerh., 1951 (publ. 1952)
- Bulbophyllum micholitzianum Kraenzl., 1893
- Bulbophyllum micholitzii Rolfe, 1901
- Bulbophyllum micranthum Barb.Rodr., 1877
- Bulbophyllum microblepharon Schltr., 1913
- Bulbophyllum microbulbon Schltr. in K.M.Schumann & C.A.G.Lauterbach, 1905
- Bulbophyllum microcala P.F.Hunt, 1970
- Bulbophyllum microdendron Schltr., 1913
- Bulbophyllum microglossum Ridl., 1908
- Bulbophyllum microlabium W.Kittr. (1984 publ., 1985).
- Bulbophyllum micronesiacum Schltr., 1921
- Bulbophyllum micropetaliforme Leite, 1946
- Bulbophyllum microrhombos Schltr., 1912
- Bulbophyllum microsphaerum Schltr., 1913
- Bulbophyllum microtepalum Rchb.f. in W.G.Walpers, 1861
- Bulbophyllum microtes Schltr., 1913
- Bulbophyllum microthamnus Schltr., 1923
- Bulbophyllum mimiense Schltr., 1913
- Bulbophyllum minahassae Schltr., 1911
- Bulbophyllum minax Schltr., 1924
- Bulbophyllum mindanaense Ames, 1912
- Bulbophyllum mindorense Ames, 1907
- Bulbophyllum miniatum auct., 1904
- Bulbophyllum minutibulbum W.Kittr. (1984 publ., 1985)
- Bulbophyllum minutilabrum H.Perrier, 1937
- Bulbophyllum minutipetalum Schltr., 1913
- Bulbophyllum minutulum Ridl. ex Burkill & Holttum, 1923
- Bulbophyllum minutum Thouars, 1822
- Bulbophyllum mirabile Hallier f., 1889
- Bulbophyllum mirandaianum Hoehne, 1947
- Bulbophyllum mirificum Schltr., 1918
- Bulbophyllum mirum J.J.Sm., 1906
- Bulbophyllum mischobulbon Schltr., 1913
- Bulbophyllum mobilifilum Carr, 1929
- Bulbophyllum moldenkeanum A.D.Hawkes, 1966
- Bulbophyllum molossus Rchb.f., 1888
- Bulbophyllum monanthos Ridl., 1897
- Bulbophyllum monanthum (Kuntze) J.J.Sm., 1912
- Bulbophyllum moniliforme C.S.P.Parish & Rchb.f., 1874
- Bulbophyllum monosema Schltr., 1913
- Bulbophyllum monstrabile Ames, 1915
- Bulbophyllum montanum Schltr., 1913
- Bulbophyllum montense Ridl. ex Stapf, 1894
- Bulbophyllum moramanganum Schltr., 1922
- Bulbophyllum moratii Bosser, 1989
- Bulbophyllum morenoi Dodson & R.Vásquez, 1989
- Bulbophyllum moroides J.J.Sm., 1917
- Bulbophyllum morotaiense J.J.Sm., 1932
- Bulbophyllum morphologorum Kraenzl., 1908
- Bulbophyllum mucronatum (Blume) Lindl., 1830
- Bulbophyllum mucronifolium Rchb.f. & Warm. in H.G.Reichenbach, 1881
- Bulbophyllum mulderae J.J.Verm., 1993
- Bulbophyllum multiflexum J.J.Sm., 1927
- Bulbophyllum multiflorum Ridl., 1885
- Bulbophyllum multiligulatum H.Perrier, 1937
- Bulbophyllum multivaginatum Jum. & H.Perrier, 1912
- Bulbophyllum muricatum J.J.Sm., 1911
- Bulbophyllum muriceum Schltr., 1913
- Bulbophyllum murkelense J.J.Sm., 1928
- Bulbophyllum muscarirubrum Seidenf., 1979
- Bulbophyllum muscicola Rchb.f., 1872
- Bulbophyllum muscohaerens J.J.Verm. & A.L.Lamb, 1994
- Bulbophyllum mutabile (Blume) Lindl., 1830
  - Bulbophyllum mutabile var. mutabile
  - Bulbophyllum mutabile var. obesum J.J.Sm., 1991
- Bulbophyllum mutatum J.J.Sm., 1916
- Bulbophyllum myolaense Garay, Hamer & Siegerist, 1995
- Bulbophyllum myon J.J.Verm., 1990
- Bulbophyllum myrmecochilum Schltr., 1924
- Bulbophyllum myrtillus Schltr., 1913
- Bulbophyllum mysorense (Rolfe) J.J.Sm., 1912
- Bulbophyllum mystax Schuit. & de Vogel 2002
- Bulbophyllum mystrochilum Schltr., 1913
- Bulbophyllum mystrophyllum Schltr., 1919

## N
- Bulbophyllum nabawanense J.J.Wood & A.L.Lamb, 1994
- Bulbophyllum nagelii L.O.Williams, 1939
- Bulbophyllum namoronae Bosser, 1971
- Bulbophyllum nannodes Schltr. in K.M.Schumann & C.A.G.Lauterbach, 1905
- Bulbophyllum nanopetalum Seidenf., 1979
- Bulbophyllum napellii Lindl., 1842
- Bulbophyllum nasica Schltr., 1913
- Bulbophyllum nasilabium Schltr., 1921
- Bulbophyllum nasseri Garay, 1999
- Bulbophyllum navicula Schltr., 1913
- Bulbophyllum nebularum Schltr., 1913
- Bulbophyllum neglectum Bosser, 1965
- Bulbophyllum negrosianum Ames, 1912
- Bulbophyllum nematocaulon Ridl., 1920
- Bulbophyllum nematopodum F.Muell., 1872
- Bulbophyllum nematorhizis Schltr., 1913
- Bulbophyllum nemorale L.O.Williams, 1938
- Bulbophyllum nemorosum (Barb.Rodr.) Cogn. in C.F.P.von Martius, 1902
- Bulbophyllum neocaledonicum Schltr., 1906
- Bulbophyllum neoguineense J.J.Sm., 1908
- Bulbophyllum neopommeranicum Schltr. in K.M.Schumann & C.A.G.Lauterbach, 1905
- Bulbophyllum nephropetalum Schltr., 1919
- Bulbophyllum nervulosum Frapp. ex Cordem., 1895
- Bulbophyllum nesiotes Seidenf., 1979
- Bulbophyllum newportii (F.M.Bailey) Rolfe, 1909
- Bulbophyllum ngoclinhensis Aver., 1997
- Bulbophyllum ngoyense Schltr., 1906
- Bulbophyllum nieuwenhuisii J.J.Sm., 1926
- Bulbophyllum nigericum Summerh., 1962
- Bulbophyllum nigrescens Rolfe, 1910
- Bulbophyllum nigriflorum H.Perrier, 1937
- Bulbophyllum nigrilabium Schltr., 1913
- Bulbophyllum nigripetalum Rolfe, 1891
- Bulbophyllum nigritianum Rendle, 1913
- Bulbophyllum nigropurpureum Carr, 1932
- Bulbophyllum nipondhii Seidenf., 1985
- Bulbophyllum nitens Jum. & H.Perrier, 1912
- Bulbophyllum nitidum Schltr., 1912
- Bulbophyllum nocturnum J.J.Verm., de Vogel, Schuit. & A.Vogel, 2011
- Bulbophyllum nodosum (Rolfe) J.J.Sm., 1912
- Bulbophyllum notabilipetalum Seidenf., 1995
- Bulbophyllum novae-hiberniae Schltr. in K.M.Schumann & C.A.G.Lauterbach, 1905
- Bulbophyllum nubigenum Schltr., 1913
- Bulbophyllum nubinatum J.J.Verm., 1988
- Bulbophyllum nummularia (H.Wendl. & Kraenzl.) Rolfe in D.Oliver, 1897
- Bulbophyllum nummularioides Schltr., 1913
- Bulbophyllum nutans (Thouars) Thouars, 1822
  - Bulbophyllum nutans var. nutans
  - Bulbophyllum nutans var. variifolium (Schltr.) Bosser, 1965

## O
- Bulbophyllum oblanceolatum King & Pantl., 1897
- Bulbophyllum obliquum Schltr., 1911
- Bulbophyllum obovatifolium J.J.Sm., 1912
- Bulbophyllum obscuriflorum H.Perrier, 1937
- Bulbophyllum obtusatum Schltr., 1924
- Bulbophyllum obtusiangulum Z.H.Tsi, 1995
- Bulbophyllum obtusilabium W.Kittr., 1984 (publ. 1985).
- Bulbophyllum obtusipetalum J.J.Sm., 1905
- Bulbophyllum obtusum (Blume) Lindl., 1830
- Bulbophyllum obyrnei Garay, Hamer & Siegerist, 1995
- Bulbophyllum occlusum Ridl., 1885
- Bulbophyllum occultum Thouars, 1822
- Bulbophyllum ochraceum (Barb.Rodr.) Cogn. in C.F.P.von Martius, 1902
- Bulbophyllum ochrochlamys Schltr., 1913
- Bulbophyllum ochroleucum Schltr. in K.M.Schumann & C.A.G.Lauterbach, 1905
- Bulbophyllum ochthochilum J.J.Verm., 1993
- Bulbophyllum ochthodes J.J.Verm. 2002
- Bulbophyllum octarrhenipetalum J.J.Sm., 1913
- Bulbophyllum octorhopalon Seidenf., 1975
- Bulbophyllum odoardii Rchb.f. & Pfitzer, 1884
- Bulbophyllum odontoglossum Schltr., 1913
- Bulbophyllum odontopelatum Schltr., 1913
- Bulbophyllum odoratissimum (Sm.) Lindl. ex Hook.f., 1890
  - Bulbophyllum odoratissimum var. odoratissimum
  - Bulbophyllum odoratissimum var. racemosum N.P.Balakr., 1978
- Bulbophyllum odoratum (Blume) Lindl., 1830
  - Bulbophyllum odoratum var. grandiflorum J.J.Sm., 1919
  - Bulbophyllum odoratum var. odoratum
- Bulbophyllum oliganthum Schltr., 1913
- Bulbophyllum oligoblepharon Schltr., 1911
- Bulbophyllum oligochaete Schltr., 1913
- Bulbophyllum oligoglossum Rchb.f., 1865
- Bulbophyllum olivinum J.J.Sm., 1934
  - Bulbophyllum olivinum subsp. linguiferum J.J.Verm., 1993
  - Bulbophyllum olivinum subsp. olivinum
- Bulbophyllum olorinum J.J.Sm., 1912
- Bulbophyllum omerandrum Hayata, 1914
- Bulbophyllum onivense H.Perrier, 1937
- Bulbophyllum oobulbum Schltr., 1913
- Bulbophyllum ophiuchus Ridl., 1886
- Bulbophyllum orbiculare J.J.Sm., 1912
  - Bulbophyllum orbiculare subsp. cassideum (J.J.Sm.) J.J.Verm., 1993
  - Bulbophyllum orbiculare subsp. orbiculare
- Bulbophyllum orectopetalum Garay, Hamer & Siegerist, 1992
- Bulbophyllum oreocharis Schltr., 1913
- Bulbophyllum oreodorum Schltr., 1924
- Bulbophyllum oreodoxa Schltr., 1913
- Bulbophyllum oreogenum Schltr., 1913
- Bulbophyllum oreonastes Rchb.f., 1881
- Bulbophyllum orezii Sath.Kumar 2004
- Bulbophyllum orientale Seidenf., 1979
- Bulbophyllum origami J.J.Verm., 1993
- Bulbophyllum ornatissimum (Rchb.f.) J.J.Sm., 1912
- Bulbophyllum ornatum Schltr., 1913
- Bulbophyllum orohense J.J.Sm., 1915
- Bulbophyllum orsidice Ridl., 1916
- Bulbophyllum ortalis J.J.Verm., 1993
- Bulbophyllum orthoglossum Kraenzl., 1896
- Bulbophyllum orthosepalum J.J.Verm., 1993
- Bulbophyllum osyricera Schltr., 1911
- Bulbophyllum osyriceroides J.J.Sm., 1920
- Bulbophyllum othonis (Kuntze) J.J.Sm., 1912
- Bulbophyllum otochilum J.J.Verm., 1991
- Bulbophyllum otoglossum Tuyama, 1971
- Bulbophyllum ovale Ridl., 1916
- Bulbophyllum ovalifolium (Blume) Lindl., 1830
- Bulbophyllum ovalitepalum J.J.Sm. in L.S.Gibbs, 1917
- Bulbophyllum ovatilabellum Seidenf., 1979
- Bulbophyllum ovatolanceatum J.J.Sm., 1928
- Bulbophyllum ovatum Seidenf., 1979
- Bulbophyllum oxyanthum Schltr. in K.M.Schumann & C.A.G.Lauterbach, 1905
- Bulbophyllum oxycalyx Schltr., 1924
  - Bulbophyllum oxycalyx var. oxycalyx
  - Bulbophyllum oxycalyx var. rubescens (Schltr.) Bosser, 1965
- Bulbophyllum oxychilum Schltr., 1905
- Bulbophyllum oxysepaloides Ridl., 1916

## P
- Bulbophyllum pabstii Garay, 1973
- Bulbophyllum pachyacris J.J.Sm., 1908
- Bulbophyllum pachyanthum Schltr., 1906
- Bulbophyllum pachyglossum Schltr., 1919
- Bulbophyllum pachyneuron Schltr., 1911
- Bulbophyllum pachypus Schltr., 1924
- Bulbophyllum pachyrhachis (A.Rich.) Griseb., 1864
- Bulbophyllum pachytelos Schltr. in K.M.Schumann & C.A.G.Lauterbach, 1905
- Bulbophyllum pahudii (de Vriese) Rchb.f. in W.G.Walpers, 1861
- Bulbophyllum paleiferum Schltr., 1924
- Bulbophyllum palilabre J.J.Sm., 1914
- Bulbophyllum pallens (Jum. & Perrier) Schltr., 1924
- Bulbophyllum pallidiflorum Schltr., 1906
- Bulbophyllum pallidum Seidenf., 1979
- Bulbophyllum pampangense Ames, 1923
- Bulbophyllum pan Ridl., 1915
- Bulbophyllum pandanetorum Summerh. (1953 publ., 1954).
- Bulbophyllum pandurella Schltr., 1924
- Bulbophyllum paniscus Ridl., 1916
- Bulbophyllum pantlingii Lucksom (1993 publ., 1994).
- Bulbophyllum pantoblepharon Schltr., 1924
- Bulbophyllum papangense H.Perrier, 1937
- Bulbophyllum papilio J.J.Sm., 1910
- Bulbophyllum papillatum J.J.Sm., 1910
- Bulbophyllum papillipetalum Ames, 1922
- Bulbophyllum papillosofilum Carr, 1929
- Bulbophyllum papuliferum Schltr., 1911
- Bulbophyllum papuliglossum Schltr., 1913
- Bulbophyllum papulipetalum Schltr., 1913
- Bulbophyllum papulosum Garay, 1999
- Bulbophyllum parabates J.J.Verm., 1991
- Bulbophyllum paranaense Schltr., 1919
  - Bulbophyllum paranaense var. paranaense
- Bulbophyllum pardalinum Ridl., 1916
- Bulbophyllum pardalotum Garay, 1995
- Bulbophyllum parviflorum C.S.P.Parish & Rchb.f., 1874
- Bulbophyllum parvum Summerh., 1957
- Bulbophyllum patella J.J.Verm., 1993
- Bulbophyllum patens King ex Hook.f., 1896
- Bulbophyllum pauciflorum Ames, 1912
- Bulbophyllum paucisetum J.J.Sm., 1915
- Bulbophyllum paululum Schltr., 1913
- Bulbophyllum pectenveneris (Gagnep.) Seidenf. (1973 publ., 1974)
- Bulbophyllum pectinatum Finet, 1897
- Bulbophyllum pelicanopsis J.J.Verm. & A.L.Lamb, 1988
- Bulbophyllum peltopus Schltr., 1913
- Bulbophyllum pemae Schltr., 1913
- Bulbophyllum penduliscapum J.J.Sm., 1900
- Bulbophyllum pendulum Thouars, 1822
- Bulbophyllum penicillium C.S.P.Parish & Rchb.f., 1874
- Bulbophyllum peninsulare Seidenf., 1979
- Bulbophyllum pentaneurum Seidenf., 1979
- Bulbophyllum pentastichum (Pfitzer ex Kraenzl.) H.Perrier, 1939
- Bulbophyllum peperomiifolium J.J.Sm., 1918
- Bulbophyllum peramoenum Ames, Philipp. (1913 publ., 1914).
- Bulbophyllum percoroiculatum H.Perrier, 1951
- Bulbophyllum perductum J.J.Sm., 1905
  - Bulbophyllum perductum var. perductum
  - Bulbophyllum perductum var. sebesiense J.J.Sm., 1922
- Bulbophyllum perexiguum Ridl., 1916
- Bulbophyllum perforans J.J.Sm., 1935
- Bulbophyllum perii Schltr., 1922
- Bulbophyllum perparvulum Schltr., 1915
- Bulbophyllum perpendiculare Schltr., 1911
- Bulbophyllum perpusillum H.Wendl. & Kraenzl., 1894
- Bulbophyllum perreflexum Bosser & P.J.Cribb, 2001
- Bulbophyllum perrieri Schltr., 1913
- Bulbophyllum perseverans Hermans, 2007
- Bulbophyllum pervillei Rolfe ex Scott-Elliot, 1891
- Bulbophyllum petiolare Thwaites, 1861
- Bulbophyllum petiolatum J.J.Sm., 1910
- Bulbophyllum petrae G.A.Fisch., Sieder & P.J.Cribb, 2007[3]
- Bulbophyllum peyerianum (Kraenzl.) Seidenf. (1973 publ., 1974).
- Bulbophyllum peyrotii Bosser, 1965
- Bulbophyllum phaeanthum Schltr., 1911
- Bulbophyllum phaeoglossum Schltr., 1913
- Bulbophyllum phaeoneuron Schltr., 1911
- Bulbophyllum phaeorhabdos Schltr., 1923
- Bulbophyllum phalaenopsis J.J.Sm., 1937
- Bulbophyllum phayamense Seidenf., 1979
- Bulbophyllum philippinense Ames, 1920
- Bulbophyllum phillipsianum Kores, 1991
- Bulbophyllum phormion J.J.Verm., 1992
- Bulbophyllum phreatiopse J.J.Verm., 1993
- Bulbophyllum phymatum J.J.Verm., 1982
- Bulbophyllum physocoryphum Seidenf., 1979
- Bulbophyllum picturatum (Lodd.) Rchb.f. in W.G.Walpers, 1861
- Bulbophyllum pidacanthum J.J.Verm., 1992
- Bulbophyllum piestobulbon Schltr., 1923
- Bulbophyllum piestoglossum J.J.Verm., 1993
- Bulbophyllum pileatum Lindl., 1844
- Bulbophyllum piliferum J.J.Sm., 1908
- Bulbophyllum pilosum J.J.Verm. 2002
- Bulbophyllum piluliferum King & Pantl., 1895
- Bulbophyllum pinicolum Gagnep., 1930
- Bulbophyllum pipio Rchb.f., 1876
- Bulbophyllum pisibulbum J.J.Sm., 1914
- Bulbophyllum placochilum J.J.Verm., 1991
- Bulbophyllum plagiatum Ridl., 1916
- Bulbophyllum plagiopetalum Schltr., 1913
- Bulbophyllum planibulbe (Ridl.) Ridl., 1907
- Bulbophyllum planitiae J.J.Sm., 1910
- Bulbophyllum platypodum H.Perrier, 1937
- Bulbophyllum pleiopterum Schltr., 1912
- Bulbophyllum pleurothallidanthum Garay, 1999
- Bulbophyllum pleurothalloides Ames, 1907
- Bulbophyllum pleurothallopsis Schltr., 1924
- Bulbophyllum plicatum J.J.Verm., 1993
- Bulbophyllum plumatum Ames, 1915
- Bulbophyllum plumosum (Barb.Rodr.) Cogn. in C.F.P.von Martius, 1902
- Bulbophyllum plumula Schltr., 1913
- Bulbophyllum pocillum J.J.Verm., 1991
- Bulbophyllum poekilon Carr, 1932
- Bulbophyllum poilanei Gagnep., 1930
- Bulbophyllum polliculosum Seidenf., 1973
- Bulbophyllum polyblepharon Schltr. in K.M.Schumann & C.A.G.Lauterbach, 1905
- Bulbophyllum polycyclum J.J.Verm., 1996
- Bulbophyllum polygaliflorum J.J.Wood, 1984
- Bulbophyllum polyphyllum Schltr., 1913
- Bulbophyllum polyrrhizum Lindl., 1830
- Bulbophyllum polystictum Schltr., 1913 (ora sinonimo di Bulbophyllum erythrostictum Ormerod 2005)
- Bulbophyllum popayanense Kraenzl., 1899
- Bulbophyllum porphyrostachys Summerh., 1951
- Bulbophyllum porphyrotriche J.J.Verm., 1991
- Bulbophyllum posticum J.J.Sm., 1911
- Bulbophyllum potamophilum Schltr., 1913
- Bulbophyllum praestans Kraenzl., 1904
- Bulbophyllum praetervisum J.J.Verm., 2002
- Bulbophyllum prianganense J.J.Sm., 1913
- Bulbophyllum prismaticum Thouars, 1822
- Bulbophyllum pristis J.J.Sm., 1913
- Bulbophyllum proboscideum (Gagnep.) Seidenf. & Smitinand, 1961
- Bulbophyllum procerum Schltr., 1913
- Bulbophyllum proculcastris J.J.Verm., 2000
- Bulbophyllum profusum Ames, 1912
- Bulbophyllum propinquum Kraenzl., 1908
- Bulbophyllum prorepens Summerh. 1953 (publ. 1954)
- Bulbophyllum protectum H.Perrier, 1937
- Bulbophyllum protractum Hook.f., 1890
- Bulbophyllum proudlockii (King & Pantl.) J.J.Sm., 1912
- Bulbophyllum pseudofilicaule J.J.Sm., 1935
- Bulbophyllum pseudohydra (Summerh.) J.M.H.Shaw
- Bulbophyllum pseudopelma J.J.Verm. & P.O'Byrne 2003
- Bulbophyllum pseudoserrulatum J.J.Sm., 1912
- Bulbophyllum pseudotrias J.J.Verm., 1996
- Bulbophyllum psilorhopalon Schltr., 1913
- Bulbophyllum psittacoglossum Rchb.f., 1863
- Bulbophyllum psychoon Rchb.f., 1878
- Bulbophyllum ptiloglossum H.Wendl. & Kraenzl., 1897
- Bulbophyllum ptilotes Schltr., 1913
- Bulbophyllum ptychantyx J.J.Verm., 1993
- Bulbophyllum pubiflorum Schltr., 1911
- Bulbophyllum pugilanthum J.J.Wood, 1994
- Bulbophyllum puguahaanense Ames, 1915
- Bulbophyllum pulchellum Ridl., 1907
- Bulbophyllum pulchrum (N.E.Br.) J.J.Sm., 1912
- Bulbophyllum pulvinatum Schltr., 1913
- Bulbophyllum pumilio C.S.P.Parish & Rchb.f., 1874
- Bulbophyllum punamense Schltr., 1913
- Bulbophyllum punctatum Barb.Rodr., 1877
- Bulbophyllum pungens Schltr., 1913
  - Bulbophyllum pungens var. pachyphyllum Schltr., 1913
  - Bulbophyllum pungens var. pungens
- Bulbophyllum puntjakense J.J.Sm., 1907
- Bulbophyllum purpurascens Teijsm. & Binn., 1862
- Bulbophyllum purpurellum Ridl., 1916
- Bulbophyllum purpureorhachis (De Wild.) Schltr., 1914
- Bulbophyllum purpureum Thwaites, 1861
- Bulbophyllum pusillum Thouars, 1822
- Bulbophyllum pustulatum Ridl., 1898
- Bulbophyllum putidum (Teijsm. & Binn.) J.J.Sm., 1912
- Bulbophyllum putii Seidenf., 1979
- Bulbophyllum pygmaeum (Sm.) Lindl., 1830
- Bulbophyllum pyridion J.J.Verm., 1991
- Bulbophyllum pyroglossum Schuit. & de Vogel, 2005

## Q
- Bulbophyllum quadrangulare J.J.Sm., 1911
  - Bulbophyllum quadrangulare var. latisepalum J.J.Sm., 1916
  - Bulbophyllum quadrangulare var. quadrangulare
- Bulbophyllum quadrangulum Z.H.Tsi, 1981
- Bulbophyllum quadrialatum H.Perrier, 1939
- Bulbophyllum quadricarinum Kores, 1989
- Bulbophyllum quadricaudatum J.J.Sm., 1911
- Bulbophyllum quadrichaete Schltr., 1913
- Bulbophyllum quadricolor (Barb.Rodr.) Cogn. in C.F.P.von Martius & auct. suc. (eds.), 1902
- Bulbophyllum quadrifalciculatum J.J.Sm., 1929
- Bulbophyllum quadrifarium Rolfe, 1903
- Bulbophyllum quadrisetum Lindl., 1843
- Bulbophyllum quadrisubulatum J.J.Sm., 1929
- Bulbophyllum quasimodo J.J.Verm., 1991
- Bulbophyllum quinquelobum Schltr., 1913
  - Bulbophyllum quinquelobum var. lancilabium Schltr., 1913
  - Bulbophyllum quinquelobum var. quinquelobum

## R
- Bulbophyllum racemosum Rolfe, 1893
- Bulbophyllum radicans F.M.Bailey, 1897
- Bulbophyllum rajanum J.J.Sm., 1927
- Bulbophyllum ramulicola Schuit. & de Vogel, 2002
- Bulbophyllum ramulicola Schuit. & de Vogel, 2002
- Bulbophyllum ranomafanae Bosser & P.J.Cribb, 2001
- Bulbophyllum rariflorum J.J.Sm., 1908
- Bulbophyllum rarum Schltr., 1913
- Bulbophyllum rauhii Toill.-Gen. & Bosser, 1961
  - Bulbophyllum rauhii var. andranobeense Bosser, 1971
  - Bulbophyllum rauhii var. rauhii
- Bulbophyllum raui Arora, 1969 (publ. 1972).
- Bulbophyllum reclusum Seidenf., 1995
- Bulbophyllum rectilabre J.J.Sm., 1912
- Bulbophyllum recurviflorum J.J.Sm., 1903
- Bulbophyllum recurvilabre Garay, 1999
- Bulbophyllum reductum J.J.Verm. & P.O'Byrne, 2003
- Bulbophyllum reevei J.J.Verm., 1992
- Bulbophyllum reflexiflorum H.Perrier, 1937
  - Bulbophyllum reflexiflorum subsp. pogonochilum (Summerh.) Bosser 2000
  - Bulbophyllum reflexiflorum subsp. reflexiflorum
- Bulbophyllum reflexum Ames & C.Schweinf. in O.Ames, 1920
- Bulbophyllum refractilingue J.J.Sm., 1931
- Bulbophyllum refractum (Zoll.) Rchb.f. in W.G.Walpers, 1861
- Bulbophyllum regnellii Rchb.f., 1850
- Bulbophyllum reichenbachianum Kraenzl., 1893
- Bulbophyllum reichenbachii (Kuntze) Schltr., 1915
- Bulbophyllum reilloi Ames (1913 publ., 1914).
- Bulbophyllum remiferum Carr, 1933
- Bulbophyllum renipetalum Schltr., 1913
- Bulbophyllum renkinianum (Laurent) De Wild., 1921
- Bulbophyllum repens Griff., 1851
- Bulbophyllum reptans (Lindl.) Lindl. in N.Wallich, 1829
- Bulbophyllum restrepina Ridl., 1893
- Bulbophyllum resupinatum Ridl., 1887
  - Bulbophyllum resupinatum var. filiforme (Kraenzl.) J.J.Verm., 1986
  - Bulbophyllum resupinatum var. resupinatum
- Bulbophyllum reticulatum Bateman ex Hook.f., 1866
- Bulbophyllum retusiusculum Rchb.f., 1869
  - Bulbophyllum retusiusculum var. oreogenes (W.W.Sm.) Z.H.Tsi, 1995
  - Bulbophyllum retusiusculum var. retusiusculum
  - Bulbophyllum retusiusculum var. tigridum (Hance) Z.H.Tsi, 1995
- Bulbophyllum rheedei Manilal & Sath.Kumar, 1991
- Bulbophyllum rhizomatosum Ames & C.Schweinf. in O.Ames, 1920
- Bulbophyllum rhodoglossum Schltr., 1913
- Bulbophyllum rhodoleucum Schltr., 1913
- Bulbophyllum rhodoneuron Schltr., 1913
- Bulbophyllum rhodosepalum Schltr., 1901
- Bulbophyllum rhodostachys Schltr., 1916
- Bulbophyllum rhodostictum Schltr., 1913
- Bulbophyllum rhomboglossum Schltr., 1913
- Bulbophyllum rhopaloblepharon Schltr., 1913
- Bulbophyllum rhopalophorum Schltr., 1913
- Bulbophyllum rhynchoglossum Schltr., 1910
- Bulbophyllum ricaldonei Leite, 1948
- Bulbophyllum rictorium Schltr., 1925
- Bulbophyllum rienanense H.Perrier, 1937
- Bulbophyllum rigidifilum J.J.Sm., 1920
- Bulbophyllum rigidipes Schltr. in K.M.Schumann & C.A.G.Lauterbach, 1905
- Bulbophyllum rigidum King & Pantl., 1895
- Bulbophyllum riparium J.J.Sm., 1929
- Bulbophyllum rivulare Schltr., 1913
- Bulbophyllum riyanum Fukuy., 1935
- Bulbophyllum rojasii L.O.Williams, 1940
- Bulbophyllum rolfei (Kuntze) Seidenf., 1979
- Bulbophyllum romburghii J.J.Sm., 1907
- Bulbophyllum roraimense Rolfe, 1896
- Bulbophyllum rosemarianum Sath.Kumar, 2001
- Bulbophyllum roseopunctatum Schltr., 1913
- Bulbophyllum rostriceps Rchb.f., 1878
- Bulbophyllum rothschildianum (O'Brien) J.J.Sm., 1912
- Bulbophyllum roxburghii (Lindl.) Rchb.f. in W.G.Walpers, 1861
- Bulbophyllum rubiferum J.J.Sm., 1918
- Bulbophyllum rubiginosum Schltr., 1925
- Bulbophyllum rubipetalum P.Royen, 1979
- Bulbophyllum rubrigemmum Hermans, 2007
- Bulbophyllum rubroguttatum Seidenf., 1985
- Bulbophyllum rubrolabellum T.P.Lin, 1975
- Bulbophyllum rubrolabium Schltr., 1916
- Bulbophyllum rubrolineatum Schltr., 1923
- Bulbophyllum rubromaculatum W.Kittr., 1984 (publ. 1985)
- Bulbophyllum rubrum Jum. & H.Perrier, 1912
- Bulbophyllum ruficaudatum Ridl., 1910
- Bulbophyllum rufilabrum C.S.P.Parish ex Hook.f., 1890
- Bulbophyllum rufinum Rchb.f., 1881
- Bulbophyllum ruginosum H.Perrier, 1937
- Bulbophyllum rugosibulbum Summerh., 1960
- Bulbophyllum rugosisepalum Seidenf., 1979
- Bulbophyllum rugosum Ridl., 1897
- Bulbophyllum rugulosum J.J.Sm., 1935
- Bulbophyllum rupestre J.J.Sm., 1915
- Bulbophyllum rupicola Barb.Rodr., 1877
- Bulbophyllum rutenbergianum Schltr., 1924

## S
- Bulbophyllum saccolabioides J.J.Sm., 1929
- Bulbophyllum salaccense Rchb.f., 1857
- Bulbophyllum salebrosum J.J.Sm., 1927
- Bulbophyllum saltatorium Lindl., 1837
  - Bulbophyllum saltatorium var. albociliatum (Finet) J.J.Verm., 1986
  - Bulbophyllum saltatorium var. calamarium (Lindl.) J.J.Verm., 1986
  - Bulbophyllum saltatorium var. saltatorium
- Bulbophyllum sambiranense Jum. & H.Perrier, 1912
- Bulbophyllum samoanum Schltr., 1911
- Bulbophyllum sanderianum Rolfe, 1893
- Bulbophyllum sandersonii (Hook.f.) Rchb.f., 1878
  - Bulbophyllum sandersonii subsp. sandersonii
  - Bulbophyllum sandersonii subsp. stenopetalum (Kraenzl.) J.J.Verm., 1986
- Bulbophyllum sandrangatense Bosser, 1965
- Bulbophyllum sangae Schltr., 1905
- Bulbophyllum sanguineopunctatum Seidenf. & A.D.Kerr, 1973 (publ. 1974)
- Bulbophyllum sanguineum H.Perrier, 1937
- Bulbophyllum sanitii Seidenf., 1970
- Bulbophyllum santoense J.J.Verm., 1993
- Bulbophyllum santosii Ames, 1915
- Bulbophyllum sapphirinum Ames, 1915
- Bulbophyllum sarasinorum Schltr., 1925
- Bulbophyllum sarcanthiforme Ridl., 1916
- Bulbophyllum sarcodanthum Schltr., 1913
- Bulbophyllum sarcophylloides Garay, Hamer & Siegerist, 1994
- Bulbophyllum sarcophyllum (King & Pantl.) J.J.Sm., 1912
- Bulbophyllum sarcorhachis Schltr., 1918
  - Bulbophyllum sarcorhachis var. befaonense (Schltr.) H.Perrier, 1937
  - Bulbophyllum sarcorhachis var. sarcorhachis
- Bulbophyllum sarcoscapum Teijsm. & Binn., 1867
- Bulbophyllum saronae Garay, 1999
- Bulbophyllum sauguetiense Schltr., 1913
- Bulbophyllum saurocephalum Rchb.f., 1886
- Bulbophyllum savaiense Schltr., 1911
  - Bulbophyllum savaiense subsp. gorumense (Schltr.) J.J.Verm., 1993
  - Bulbophyllum savaiense subsp. savaiense
  - Bulbophyllum savaiense subsp. subcubicum (J.J.Sm.) J.J.Verm., 1993
- Bulbophyllum sawiense J.J.Sm., 1912
- Bulbophyllum scaberulum (Rolfe) Bolus, 1889
  - Bulbophyllum scaberulum var. crotalicaudatum J.J.Verm., 1987
  - Bulbophyllum scaberulum var. fuerstenbergianum (De Wild.) J.J.Verm., 1986
  - Bulbophyllum scaberulum var. scaberulum
- Bulbophyllum scabratum Rchb.f. in W.G.Walpers, 1861
- Bulbophyllum scabrum J.J.Verm. & A.L.Lamb, 1988
- Bulbophyllum scaphiforme J.J.Verm. 2002
- Bulbophyllum scaphosepalum Ridl., 1916
- Bulbophyllum scariosum Summerh., 1953
- Bulbophyllum sceliphron J.J.Verm., 1991
- Bulbophyllum scheffleri (Kuntze) Schltr., 1915
- Bulbophyllum schillerianum Rchb.f., 1860
- Bulbophyllum schimperianum Kraenzl., 1902
- Bulbophyllum schinzianum Kraenzl., 1899
  - Bulbophyllum schinzianum var. irigaleae (P.J.Cribb & Pérez-Vera) J.J.Verm., 1987
  - Bulbophyllum schinzianum var. phaeopogon (Schltr.) J.J.Verm., 1986
  - Bulbophyllum schinzianum var. schinzianum
- Bulbophyllum schistopetalum Schltr. in K.M.Schumann & C.A.G.Lauterbach, 1905
- Bulbophyllum schizopetalum L.O.Williams, 1946
- Bulbophyllum schmidii Garay, 1999
- Bulbophyllum schmidtianum Rchb.f., 1865
- Bulbophyllum sciadanthum F.Muell., 1882
- Bulbophyllum sciaphile Bosser, 1965
- Bulbophyllum scintilla Ridl., 1908
- Bulbophyllum scitulum Ridl., 1916
- Bulbophyllum scopa J.J.Verm., 1990
- Bulbophyllum scopula Schltr., 1913
- Bulbophyllum scotiifolium J.J.Sm., 1918
- Bulbophyllum scrobiculilabre J.J.Sm., 1914
- Bulbophyllum scutiferum J.J.Verm., 1993
- Bulbophyllum scyphochilus Schltr., 1912
  - Bulbophyllum scyphochilus var. phaeanthum Schltr., 1912
  - Bulbophyllum scyphochilus var. scyphochilus
- Bulbophyllum secundum Hook.f., 1890
- Bulbophyllum semiasperum J.J.Sm., 1934
- Bulbophyllum semiteres Schltr., 1913
- Bulbophyllum semiteretifolium Gagnep., 1930
- Bulbophyllum semperflorens J.J.Sm., 1907
- Bulbophyllum sempiternum Ames, 1920
- Bulbophyllum sensile Ames, 1915
- Bulbophyllum sepikense W.Kittr. (1984 publ., 1985)
- Bulbophyllum septatum Schltr., 1924
- Bulbophyllum septemtrionale (J.J.Sm.) J.J.Sm., 1913
- Bulbophyllum serra Schltr., 1913
- Bulbophyllum serratotruncatum Seidenf. (1973 publ., 1974)
- Bulbophyllum serripetalum Schltr., 1923
- Bulbophyllum serrulatifolium J.J.Sm., 1929
- Bulbophyllum serrulatum Schltr. in K.M.Schumann & C.A.G.Lauterbach, 1905
- Bulbophyllum sessiliflorum Kraenzl. in H.G.Reichenbach, 1896
- Bulbophyllum setaceum T.P.Lin, 1975
- Bulbophyllum setigerum Lindl., 1838
- Bulbophyllum setuliferum J.J.Verm. & Saw 2000
- Bulbophyllum shanicum King & Pantl., 1897
- Bulbophyllum shepherdii (F.Muell.) Rchb.f., 1871
- Bulbophyllum shweliense W.W.Sm., 1921
- Bulbophyllum sibuyanense Ames, 1912
- Bulbophyllum sicyobulbon C.S.P.Parish & Rchb.f., 1874
- Bulbophyllum siederi Garay, 1999
- Bulbophyllum sigaldiae Guillaumin, 1955
- Bulbophyllum sigmoideum Ames & C.Schweinf. in O.Ames, 1920
- Bulbophyllum signatum J.J.Verm., 1996
- Bulbophyllum sikapingense J.J.Sm., 1920
- Bulbophyllum silentvalliensis M.P.Sharma & S.K.Srivast., 1993
- Bulbophyllum sillenianum Rchb.f., 1884
- Bulbophyllum similare Garay, Hamer & Siegerist, 1994
- Bulbophyllum simile Schltr.1913
- Bulbophyllum similissimum J.J.Verm., 1991
- Bulbophyllum simmondsii Kores, 1989
- Bulbophyllum simondii Gagnep., 1950
- Bulbophyllum simplex J.J.Verm. & P.O'Byrne 2003
- Bulbophyllum simplicilabellum Seidenf., 1979
- Bulbophyllum simulacrum Ames, 1915
- Bulbophyllum sinapis J.J.Verm. & P.O'Byrne 2003
- Bulbophyllum singaporeanum Schltr., 1911
- Bulbophyllum singulare Schltr., 1913
- Bulbophyllum singuliflorum W.Kittr. (1984 publ., 1985)
- Bulbophyllum skeatianum Ridl., 1915
- Bulbophyllum smithianum Schltr., 1911
- Bulbophyllum smitinandii Seidenf. & Thorut, 1996
- Bulbophyllum sociale Rolfe, 1918
- Bulbophyllum solteroi R.González, 1992
- Bulbophyllum sopoetanense Schltr., 1911
- Bulbophyllum sordidum Lindl., 1840
- Bulbophyllum sororculum J.J.Verm. 2002
- Bulbophyllum spadiciflorum Tixier, 1966
- Bulbophyllum spathaceum Rolfe, 1893
- Bulbophyllum spathilingue J.J.Sm., 1908
- Bulbophyllum spathipetalum J.J.Sm., 1908
- Bulbophyllum spathulatum (Rolfe ex E.Cooper) Seidenf., 1970
- Bulbophyllum speciosum Schltr., 1912
- Bulbophyllum sphaeracron Schltr., 1913
- Bulbophyllum sphaericum Z.H.Tsi & H.Li, 1981
- Bulbophyllum sphaerobulbum H.Perrier, 1937
- Bulbophyllum spissum J.J.Verm., 1996
- Bulbophyllum spongiola J.J.Verm., 1996
- Bulbophyllum stabile J.J.Sm., 1911
- Bulbophyllum steffensii Schltr., 1925
- Bulbophyllum stelis J.J.Sm., 1927
- Bulbophyllum stellatum Ames, 1912
- Bulbophyllum stellula Ridl., 1916
- Bulbophyllum stenobulbon C.S.P.Parish & Rchb.f., 1874
- Bulbophyllum stenochilum Schltr., 1913
- Bulbophyllum stenophyllum C.S.P.Parish & Rchb.f., 1874
- Bulbophyllum stenophyton (Garay & W.Kittr.) ined.
- Bulbophyllum stenorhopalon Schltr., 1921
- Bulbophyllum stenurum J.J.Verm. & P.O'Byrne 2003
- Bulbophyllum sterile (Lam.) Suresh in D.H.Nicolson, C.R.Suresh & K.S.Manilal, 1988: Tailed Bulbophyllum
- Bulbophyllum steyermarkii Foldats, 1968
- Bulbophyllum stictanthum Schltr., 1913
- Bulbophyllum stictosepalum Schltr., 1913
- Bulbophyllum stipitatibulbum J.J.Sm., 1931
- Bulbophyllum stipulaceum Schltr. in K.M.Schumann & C.A.G.Lauterbach, 1905
- Bulbophyllum stolleanum Schltr., 1923
- Bulbophyllum stolzii Schltr., 1915
- Bulbophyllum stormii J.J.Sm., 1907
- Bulbophyllum streptotriche J.J.Verm., 1991
- Bulbophyllum striatellum Ridl., 1890
- Bulbophyllum striatum (Griff.) Rchb.f. in W.G.Walpers, 1861
- Bulbophyllum suavissimum Rolfe, 1889
- Bulbophyllum subaequale Ames, 1923
- Bulbophyllum subapetalum J.J.Sm., 1915
- Bulbophyllum subapproximatum H.Perrier, 1937
- Bulbophyllum subbullatum J.J.Verm., 1996
- Bulbophyllum subclausum J.J.Sm., 1909
- Bulbophyllum subclavatum Schltr., 1925
- Bulbophyllum subcrenulatum Schltr., 1925
- Bulbophyllum subebulbum Gagnep., 1950
- Bulbophyllum subligaculiferum J.J.Verm., 1987
- Bulbophyllum submarmoratum J.J.Sm., 1918
- Bulbophyllum subpatulum J.J.Verm. 2002
- Bulbophyllum subsecundum Schltr., 1916
- Bulbophyllum subsessile Schltr., 1924
- Bulbophyllum subtenellum Seidenf., 1979
- Bulbophyllum subtrilobatum Schltr., 1913
- Bulbophyllum subuliferum Schltr., 1911
- Bulbophyllum subulifolium Schltr., 1913
- Bulbophyllum subumbellatum Ridl., 1896
- Bulbophyllum subverticillatum Ridl., 1925
- Bulbophyllum succedaneum J.J.Sm., 1927
- Bulbophyllum sukhakulii Seidenf., 1995
- Bulbophyllum sulawesii Garay, Hamer & Siegerist, 1996
- Bulbophyllum sulcatum (Blume) Lindl., 1830
- Bulbophyllum sulfureum Schltr., 1924
- Bulbophyllum superfluum Kraenzl., 1929
- Bulbophyllum superpositum Schltr., 1913
- Bulbophyllum supervacaneum Kraenzl., 1929
- Bulbophyllum surigaense Ames & Quisumb. (1933 publ., 1934)
- Bulbophyllum sutepense (Rolfe ex Downie) Seidenf. & Smitinand, 1961
- Bulbophyllum systenochilum J.J.Verm., 1993

## T
- Bulbophyllum taeniophyllum C.S.P.Parish & Rchb.f., 1874
- Bulbophyllum taeter J.J.Verm., 1996
- Bulbophyllum tahanense Carr, 1930
- Bulbophyllum tahitense Nadeaud, 1873
- Bulbophyllum taiwanense (Fukuy.) K.Nakaj., 1973
- Bulbophyllum talauense (J.J.Sm.) Carr, 1932
- Bulbophyllum tampoketsense H.Perrier, 1937
- Bulbophyllum tanystiche J.J.Verm., 1993
- Bulbophyllum tardeflorens Ridl., 1896
- Bulbophyllum tectipes J.J.Verm. & P.O'Byrne, 2003
- Bulbophyllum tectipetalum J.J.Sm., 1929
  - Bulbophyllum tectipetalum var. longisepalum J.J.Sm., 1929
  - Bulbophyllum tectipetalum var. maximum J.J.Sm., 1929
  - Bulbophyllum tectipetalum var. tectipetalum
- Bulbophyllum tekuense Carr, 1930
- Bulbophyllum tenellum (Blume) Lindl., 1830
- Bulbophyllum tengchongense Z.H.Tsi, 1989
- Bulbophyllum tenompokense J.J.Sm., 1934
- Bulbophyllum tentaculatum Schltr., 1913
- Bulbophyllum tentaculiferum Schltr., 1913
- Bulbophyllum tenue Schltr., 1913
- Bulbophyllum tenuifolium (Blume) Lindl., 1830
- Bulbophyllum tenuipes Schltr., 1913
- Bulbophyllum teres Carr, 1935
- Bulbophyllum teresense Ruschi, 1946
- Bulbophyllum teretibulbum H.Perrier, 1937
- Bulbophyllum teretifolium Schltr., 1905
- Bulbophyllum teretilabre J.J.Sm., 1913
- Bulbophyllum ternatense J.J.Sm., 1932
- Bulbophyllum tetragonum Lindl., 1830
- Bulbophyllum teysmannii J.J.Sm., 1905
- Bulbophyllum thaiorum J.J.Sm., 1912
- Bulbophyllum theioglossum Schltr., 1913
- Bulbophyllum thelantyx J.J.Verm., 1993
- Bulbophyllum therezienii Bosser, 1971
- Bulbophyllum thersites J.J.Verm., 1993
- Bulbophyllum theunissenii J.J.Sm., 1920
- Bulbophyllum thomense Summerh., 1937
- Bulbophyllum thompsonii Ridl., 1885
- Bulbophyllum thrixspermiflorum J.J.Sm., 1908
- Bulbophyllum thrixspermoides J.J.Sm., 1912
- Bulbophyllum thwaitesii Rchb.f., 1874
- Bulbophyllum thymophorum J.J.Verm. & A.L.Lamb, 1988
- Bulbophyllum titanea Ridl., 1908
- Bulbophyllum tixieri Seidenf., 1992
- Bulbophyllum tjadasmalangense J.J.Sm., 1918
- Bulbophyllum toilliezae Bosser, 1965
- Bulbophyllum tokioi Fukuy., 1935
- Bulbophyllum toppingii Ames, 1913 (publ. 1914)
- Bulbophyllum toranum J.J.Sm., 1912
- Bulbophyllum torquatum J.J.Sm., 1929
- Bulbophyllum torricellense Schltr., 1913
- Bulbophyllum tortum Schltr., 1913
- Bulbophyllum tortuosum (Blume) Lindl., 1830
- Bulbophyllum trachyanthum Kraenzl., 1894
- Bulbophyllum trachybracteum Schltr., 1913
- Bulbophyllum trachyglossum Schltr. in K.M.Schumann & C.A.G.Lauterbach, 1905
- Bulbophyllum trachypus Schltr., 1913
- Bulbophyllum tremulum Wight, 1851
- Bulbophyllum triadenium (Lindl.) Rchb.f. in W.G.Walpers, 1861
- Bulbophyllum triandrum Schltr., 1913
- Bulbophyllum triaristella Schltr., 1913
- Bulbophyllum tricanaliferum J.J.Sm., 1913
- Bulbophyllum tricarinatum Petch, 1923
- Bulbophyllum trichaete Schltr., 1913
- Bulbophyllum trichambon Schltr., 1913
- Bulbophyllum trichocephalum (Schltr.) Tang & F.T.Wang, 1951
- Bulbophyllum trichochlamys H.Perrier, 1937
- Bulbophyllum trichorhachis J.J.Verm. & P.O'Byrne 2003
- Bulbophyllum trichromum Schltr., 1923
- Bulbophyllum triclavigerum J.J.Sm., 1913
- Bulbophyllum tricolor L.B.Sm. & S.K.Harris, 1936
- Bulbophyllum tricorne Seidenf. & Smitinand, 1965
- Bulbophyllum tricornoides Seidenf., 1979
- Bulbophyllum tridentatum Kraenzl., 1901
- Bulbophyllum trifarium Rolfe, 1910
- Bulbophyllum trifilum J.J.Sm., 1908
  - Bulbophyllum trifilum subsp. filisepalum (J.J.Sm.) J.J.Verm. (2002 publ. 2003)
  - Bulbophyllum trifilum subsp. trifilum
- Bulbophyllum triflorum (Breda) Blume, 1828
- Bulbophyllum trifolium Ridl., 1897
- Bulbophyllum trigonidioides J.J.Sm., 1935
- Bulbophyllum trigonobulbum Schltr. & J.J.Sm., 1914
- Bulbophyllum trigonocarpum Schltr. in K.M.Schumann & C.A.G.Lauterbach, 1905
- Bulbophyllum trilineatum H.Perrier, 1937
- Bulbophyllum trimenii (Hook.f.) J.J.Sm., 1912
- Bulbophyllum trinervium J.J.Sm., 1935
- Bulbophyllum tripaleum Seidenf., 1979
- Bulbophyllum tripetalum Lindl., 1842
- Bulbophyllum tripudians C.S.P.Parish & Rchb.f., 1875
- Bulbophyllum trirhopalon Schltr., 1913
- Bulbophyllum triste Rchb.f. in W.G.Walpers, 1861
- Bulbophyllum tristelidium W.Kittr. (1984 publ., 1985)
- Bulbophyllum triurum Kraenzl., 1904
- Bulbophyllum triviale Seidenf., 1979
- Bulbophyllum trulliferum J.J.Verm. & A.L.Lamb, 1994
- Bulbophyllum truncatum J.J.Sm., 1913
- Bulbophyllum truncicola Schltr., 1913
- Bulbophyllum tryssum J.J.Verm. & A.L.Lamb, 1994
- Bulbophyllum tseanum (S.Y.Hu & Barretto) Z.H.Tsi, 1999
- Bulbophyllum tuberculatum Colenso, 1884
- Bulbophyllum tubilabrum J.J.Verm. & P.O'Byrne, 2003
- Bulbophyllum tumidum J.J.Verm., 1991
- Bulbophyllum tumoriferum Schltr., 1913
- Bulbophyllum turgidum J.J.Verm., 1991
- Bulbophyllum turkii Bosser & P.J.Cribb, 2001
- Bulbophyllum turpe J.J.Verm. & P.O'Byrne, 2003
- Bulbophyllum tylophorum Schltr., 1911

## U
- Bulbophyllum ulcerosum J.J.Sm., 1910
- Bulbophyllum umbellatum Lindl., 1830
  - Bulbophyllum umbellatum var. fuscescens (Hook.f.) P.K.Sarkar, 1984
  - Bulbophyllum umbellatum var. umbellatum
- Bulbophyllum umbonatum Kraenzl., 1916
- Bulbophyllum umbraticola Schltr., 1913
- Bulbophyllum uncinatum J.J.Verm. & P.O'Byrne 2003
- Bulbophyllum unciniferum Seidenf., 1973
- Bulbophyllum undatilabre J.J.Sm., 1912
- Bulbophyllum undecifilum J.J.Sm., 1927
- Bulbophyllum unguiculatum Rchb.f., 1850
- Bulbophyllum unguilabium Schltr., 1913
- Bulbophyllum unicaudatum Schltr., 1913
  - Bulbophyllum unicaudatum var. unicaudatum
  - Bulbophyllum unicaudatum var. xanthosphaerum Schltr., 1913
- Bulbophyllum uniflorum (Blume) Hassk., 1844
- Bulbophyllum unifoliatum De Wild., 1921
  - Bulbophyllum unifoliatum subsp. flectens (P.J.Cribb & P.Taylor) J.J.Verm., 1987
  - Bulbophyllum unifoliatum subsp. infracarinatum (G.Will.) J.J.Verm., 1987
  - Bulbophyllum unifoliatum subsp. unifoliatum
- Bulbophyllum unitubum J.J.Sm., 1929
- Bulbophyllum univenum J.J.Verm., 1993
- Bulbophyllum urceolatum A.D.Hawkes, 1952
- Bulbophyllum uroglossum Schltr., 1921
- Bulbophyllum urosepalum Schltr., 1913
- Bulbophyllum ustusfortiter J.J.Verm., 1993
- Bulbophyllum uviflorum P.O'Byrne, 1999

## V
- Bulbophyllum vaccinioides Schltr., 1913
- Bulbophyllum vagans Ames & Rolfe, 1907
- Bulbophyllum vaginatum (Lindl.) Rchb.f. in W.G.Walpers, 1861
- Bulbophyllum vakonae Hermans, 2007
- Bulbophyllum valeryi J.J.Verm. & P.O'Byrne 2003
- Bulbophyllum validum Carr, 1933
- Bulbophyllum vanessa King & Pantl., 1897
- Bulbophyllum vanum J.J.Verm., 1984
- Bulbophyllum vanvuurenii J.J.Sm., 1917
- Bulbophyllum vareschii Foldats, 1968
- Bulbophyllum variabile Ridl., 1898
- Bulbophyllum variegatum Thouars, 1822
- Bulbophyllum ventriosum H.Perrier, 1937
- Bulbophyllum vermiculare Hook.f., 1890
- Bulbophyllum verruciferum Schltr., 1913
  - Bulbophyllum verruciferum var. carinatisepalum Schltr., 1913
  - Bulbophyllum verruciferum var. verruciferum
- Bulbophyllum verruculatum Schltr., 1913
- Bulbophyllum verruculiferum H.Perrier, 1951
- Bulbophyllum versteegii J.J.Sm., 1908
- Bulbophyllum vesiculosum J.J.Sm., 1917
- Bulbophyllum vestitum Bosser, 1971
  - Bulbophyllum vestitum var. meridionale Bosser, 1971
  - Bulbophyllum vestitum var. vestitum
- Bulbophyllum vexillarium Ridl., 1916
- Bulbophyllum vietnamense Seidenf., 1975
- Bulbophyllum viguieri Schltr., 1922
- Bulbophyllum vinaceum Ames & C.Schweinf. in O.Ames, 1920
- Bulbophyllum violaceolabellum Seidenf., 1981
- Bulbophyllum violaceum (Blume) Lindl., 1830
- Bulbophyllum virescens J.J.Sm., 1900
- Bulbophyllum viridiflorum (Hook.f.) Schltr., 1910
- Bulbophyllum vitellinum Ridl., 1897
- Bulbophyllum vittatum Teijsm. & Binn., 1862
- Bulbophyllum volkensii Schltr., 1914
- Bulbophyllum vulcanicum Kraenzl., 1914
- Bulbophyllum vulcanorum H.Perrier, 1938
- Bulbophyllum vutimenaense B.A.Lewis, 1992

## W
- Bulbophyllum wadsworthii Dockrill, 1964
- Bulbophyllum wagneri Schltr., 1921
- Bulbophyllum wakoi Howcroft, 1999
- Bulbophyllum wallichii Rchb.f. in W.G.Walpers, 1861
- Bulbophyllum wangkaense Seidenf., 1979
- Bulbophyllum warianum Schltr., 1913
- Bulbophyllum warmingianum Cogn., 1902
- Bulbophyllum weberbauerianum Kraenzl., 1905
- Bulbophyllum weberi Ames, 1912
- Bulbophyllum weddelii (Lindl.) Rchb.f. in W.G.Walpers, 1861
- Bulbophyllum weinthalii R.S.Rogers, 1933
  - Bulbophyllum weinthalii subsp. striatum D.L.Jones 2001
  - Bulbophyllum weinthalii subsp. weinthalii
- Bulbophyllum wendlandianum (Kraenzl.) J.J.Sm., 1912
- Bulbophyllum wenzelii Ames (1913 publ., 1914)
- Bulbophyllum werneri Schltr., 1913
- Bulbophyllum whitfordii Rolfe in O.Ames, 1905
- Bulbophyllum wightii Rchb.f. in W.G.Walpers, 1861
- Bulbophyllum wilkianum T.E.Hunt, 1947
- Bulbophyllum williamsii A.D.Hawkes, 1956
- Bulbophyllum windsorense B.Gray & D.L.Jones, 1989
- Bulbophyllum woelfliae Garay, Senghas & K.Lemcke, 1996
- Bulbophyllum wolfei B.Gray & D.L.Jones, 1991
- Bulbophyllum wollastonii Ridl., 1916
- Bulbophyllum wrayi Hook.f., 1890
- Bulbophyllum wuzhishanense X.H.Jin (2005)

## X
- Bulbophyllum xantanthum Schltr., 1911
- Bulbophyllum xanthoacron J.J.Sm., 1911
- Bulbophyllum xanthobulbum Schltr., 1918
- Bulbophyllum xanthochlamys Schltr., 1913
- Bulbophyllum xanthophaeum Schltr., 1913
- Bulbophyllum xanthornis Schuit. & de Vogel 2002
- Bulbophyllum xanthornis Schuit. & de Vogel 2002
- Bulbophyllum xanthotes Schltr., 1913
- Bulbophyllum xanthum Ridl., 1920
- Bulbophyllum xenosum J.J.Verm., 1996
- Bulbophyllum xiphion J.J.Verm., 1996
- Bulbophyllum xylocarpi J.J.Sm., 1927
- Bulbophyllum xylophyllum C.S.P.Parish & Rchb.f., 1874

## Y
- Bulbophyllum yoksunense J.J.Sm., 1912
- Bulbophyllum yuanyangense Z.H.Tsi, 1995
- Bulbophyllum yunnanense Rolfe, 1901

## Z
- Bulbophyllum zambalense Ames, 1912
- Bulbophyllum zamboangense Ames (1913 publ., 1914)
- Bulbophyllum zaratananae Schltr., 1924
- Bulbophyllum zebrinum J.J.Sm., 1911